# Playoffs NBA 2025
Pour un article plus général, voir Playoffs NBA.
Navigation
Playoffs 2024 Playoffs 2026
Les playoffs NBA 2025 sont les séries éliminatoires (en anglais : playoffs) de la saison NBA 2024-2025.

## Règlement
Les 6 premiers de chacune des deux conférences (Est et Ouest) se qualifient directement pour les playoffs.
Les équipes classées de la 7e à la 10e place, jouent un mini tournoi appelé play-in tournament.
- Les équipes classées 7e et 8e se rencontrent sur un match gagnant. Le vainqueur se qualifie pour les playoffs en 7e position du classement et affrontera le 2e de la conférence. Le perdant rencontrera le gagnant du match entre les 9e et 10e.
- Les équipes classées 9e et 10e se rencontrent sur un match gagnant. Le vainqueur affrontera le perdant du match opposant les 7e et 8e. Le perdant est définitivement éliminé de la course aux playoffs et se classera 10e de la conference.
- Le perdant du match opposant les 7e et 8e rencontre le gagnant du match opposant les 9e et 10e sur un match gagnant. Le vainqueur se qualifie pour les playoffs à la 8e place et rencontre le leader de la conférence. Le perdant est définitivement éliminé de la course aux playoffs et se classera 9e de la conférence.

Les 8 équipes qualifiées de chaque conférence sont classées de 1 à 8 selon leur nombre de victoires.
Les critères de départage des équipes sont :
1. équipe championne de division par rapport à une équipe non championne de division
2. face-à-face
3. bilan de division (si les équipes sont dans la même division)
4. bilan de conférence
5. bilan face aux équipes qualifiées en playoffs situées dans la même conférence
6. bilan face aux équipes qualifiées en playoffs situées dans l'autre conférence
7. différence générale de points.

Au premier tour, l'équipe classée numéro 1 affronte l'équipe classée numéro 8, la numéro 2 la 7, la 3 la 6 et la 4 la 5.
En demi-finale de conférence, l'équipe vainqueur du match entre la numéro 1 et la numéro 8 rencontre l'équipe vainqueur du match entre la numéro 4 et la numéro 5 et l'équipe vainqueur du match entre la numéro 2 et la numéro 7 rencontre l'équipe vainqueur du match entre la numéro 3 et la numéro 6.
Les vainqueurs des demi-finales de conférence s'affrontent en finale de conférence. Les deux équipes ayant remporté la finale de leur conférence respective sont nommées championnes de conférence et se rencontrent ensuite pour une série déterminant le champion NBA.
Chaque série de playoffs se déroule au meilleur des 7 matchs, la première équipe à 4 victoires passant au tour suivant. Dans chaque série, l'avantage du terrain est attribué à l'équipe ayant le plus de victoires, quel que soit son classement à l'issue de la saison régulière.
Les séries se déroulent de la manière suivante :
| Match | Équipe recevant |
| ----- | --------------- |
| 1     | Meilleur bilan  |
| 2     | Meilleur bilan  |
| 3     | Moins bon bilan |
| 4     | Moins bon bilan |
| 5     | Meilleur bilan  |
| 6     | Moins bon bilan |
| 7     | Meilleur bilan  |

## Équipes qualifiées
Trois équipes se sont qualifiées directement au cours de la dernière journée de la phase régulière.
| Boston Oklahoma City Cleveland New York Indianapolis Houston Détroit Milwaukee L.A. Lakers Denver Minneapolis L.A. Clippers Orlando Golden State Miami Memphis |

### Conférence Est
| Rang | Équipe                 | Bilan | Obtention        | Obtention         | Obtention         | Obtention                       | Obtention          |
| Rang | Équipe                 | Bilan | Place en play-in | Place en playoffs | Titre de division | Meilleur bilan de la conférence | Meilleur bilan NBA |
| ---- | ---------------------- | ----- | ---------------- | ----------------- | ----------------- | ------------------------------- | ------------------ |
| 1    | Cavaliers de Cleveland | 64-18 | —                | 5 mars            | 11 mars           | 8 avril                         | —                  |
| 2    | Celtics de Boston      | 61-21 | —                | 14 mars           | 29 mars           | —                               | —                  |
| 3    | Knicks de New York     | 51-31 | —                | 27 mars           | —                 | —                               | —                  |
| 4    | Pacers de l'Indiana    | 50-32 | —                | 1er avril         | —                 | —                               | —                  |
| 5    | Bucks de Milwaukee     | 48-34 | —                | 5 avril           | —                 | —                               | —                  |
| 6    | Pistons de Détroit     | 44-38 | —                | 4 avril           | —                 | —                               | —                  |
| 7    | Magic d'Orlando        | 41-41 | 4 avril          | 15 avril          | 9 avril           | —                               | —                  |
| 8    | Hawks d'Atlanta        | 40-42 | 5 avril          | —                 | —                 | —                               | —                  |
| 9    | Bulls de Chicago       | 39-43 | 1er avril        | —                 | —                 | —                               | —                  |
| 10   | Heat de Miami          | 37-45 | 3 avril          | 18 avril          | —                 | —                               | —                  |

### Conférence Ouest
| Rang | Équipe                    | Bilan | Obtention        | Obtention         | Obtention         | Obtention                       | Obtention          |
| Rang | Équipe                    | Bilan | Place en play-in | Place en playoffs | Titre de division | Meilleur bilan de la conférence | Meilleur bilan NBA |
| ---- | ------------------------- | ----- | ---------------- | ----------------- | ----------------- | ------------------------------- | ------------------ |
| 1    | Thunder d'Oklahoma City   | 68-14 | —                | 12 mars           | 19 mars           | 20 mars                         | 9 avril            |
| 2    | Rockets de Houston        | 53-29 | —                | 2 avril           | 2 avril           | —                               | —                  |
| 3    | Lakers de Los Angeles     | 50-32 | —                | 9 avril           | 11 avril          | —                               | —                  |
| 4    | Nuggets de Denver         | 50-32 | —                | 13 avril          | —                 | —                               | —                  |
| 5    | Clippers de Los Angeles   | 50-32 | —                | 13 avril          | —                 | —                               | —                  |
| 6    | Timberwolves du Minnesota | 49-33 | —                | 13 avril          | —                 | —                               | —                  |
| 7    | Warriors de Golden State  | 48-34 | 13 avril         | 15 avril          | —                 | —                               | —                  |
| 8    | Grizzlies de Memphis      | 48-34 | 11 avril         | 18 avril          | —                 | —                               | —                  |
| 9    | Kings de Sacramento       | 40-42 | 8 avril          | —                 | —                 | —                               | —                  |
| 10   | Mavericks de Dallas       | 39-43 | 9 avril          | —                 | —                 | —                               | —                  |

## Play-in tournament
| Play-in tournament de la Conférence Est |                          |                          |                          |  |                        |                        |                        |  |   |       |                        |                        |  |
|                                         |                          |                          |                          |  |                        |                        |                        |  |   |       |                        |                        |  |
|                                         | Match pour la 7e place   |                          |                          |  |                        |                        |                        |  |   |       |                        |                        |  |
|                                         | 7                        | Orlando                  | 120                      |  |                        |                        |                        |  |   |       | Qualifiées en playoffs | Qualifiées en playoffs |  |
| 8                                       | Atlanta                  | 95                       |                          |  | Match pour la 8e place | Match pour la 8e place | Match pour la 8e place |  |   | 7     | Orlando                |                        |  |
|                                         |                          |                          |                          |  | 8                      | Atlanta                | 114                    |  | 8 | Miami |                        |                        |  |
|                                         | Barrage pour la 8e place | Barrage pour la 8e place | Barrage pour la 8e place |  | 10                     | Miami                  | 123 (OT)               |  |   |       |                        |                        |  |
|                                         | 9                        | Chicago                  | 90                       |  |                        |                        |                        |  |   |       |                        |                        |  |
| 10                                      | Miami                    | 109                      |                          |  |                        |                        |                        |  |   |       |                        |                        |  |

| Play-in tournament de la Conférence Ouest |                          |                          |                          |  |                        |                        |                        |  |   |         |                        |                        |  |
|                                           |                          |                          |                          |  |                        |                        |                        |  |   |         |                        |                        |  |
|                                           | Match pour la 7e place   |                          |                          |  |                        |                        |                        |  |   |         |                        |                        |  |
|                                           | 7                        | Golden State             | 121                      |  |                        |                        |                        |  |   |         | Qualifiées en playoffs | Qualifiées en playoffs |  |
| 8                                         | Memphis                  | 116                      |                          |  | Match pour la 8e place | Match pour la 8e place | Match pour la 8e place |  |   | 7       | Golden State           |                        |  |
|                                           |                          |                          |                          |  | 8                      | Memphis                | 120                    |  | 8 | Memphis |                        |                        |  |
|                                           | Barrage pour la 8e place | Barrage pour la 8e place | Barrage pour la 8e place |  | 10                     | Dallas                 | 106                    |  |   |         |                        |                        |  |
|                                           | 9                        | Sacramento               | 106                      |  |                        |                        |                        |  |   |         |                        |                        |  |
| 10                                        | Dallas                   | 120                      |                          |  |                        |                        |                        |  |   |         |                        |                        |  |

### Conférence Est

#### Match pour la7eplace: (7) Magic d'Orlando vs. Hawks d'Atlanta (8)
| 15 avril 2025 | Boxscore Rapport PDF | Hawks d'Atlanta 95, Magic d'Orlando 120            | Hawks d'Atlanta 95, Magic d'Orlando 120 | Hawks d'Atlanta 95, Magic d'Orlando 120             |  | Kia Center, Orlando, Floride Affluence : 19 788 Arbitres : #60 James Williams, #26 Pat Fraher, #77 Karl Lane, #33 Sean Corbin | TNT |
| 15 avril 2025 | Boxscore Rapport PDF | Score par quart-temps : 17-32, 30-29, 26-18, 22-41 |                                         |                                                     |  | Kia Center, Orlando, Floride Affluence : 19 788 Arbitres : #60 James Williams, #26 Pat Fraher, #77 Karl Lane, #33 Sean Corbin | TNT |
| 15 avril 2025 | Boxscore Rapport PDF | Score par mi-temps : 47-61, 48-59                  |                                         |                                                     |  | Kia Center, Orlando, Floride Affluence : 19 788 Arbitres : #60 James Williams, #26 Pat Fraher, #77 Karl Lane, #33 Sean Corbin | TNT |
| 15 avril 2025 | Boxscore Rapport PDF | Trae Young, 28 Dyson Daniels, 25 Dyson Daniels, 7  | Points Rebonds Passes d.                | Cole Anthony, 26 Franz Wagner, 13 Paolo Banchero, 7 |  | Kia Center, Orlando, Floride Affluence : 19 788 Arbitres : #60 James Williams, #26 Pat Fraher, #77 Karl Lane, #33 Sean Corbin | TNT |

#### Barrage pour la8eplace: (9) Bulls de Chicago vs. Heat de Miami (10)
| 16 avril 2025 | Boxscore Rapport PDF | Heat de Miami 109, Bulls de Chicago 90             | Heat de Miami 109, Bulls de Chicago 90 | Heat de Miami 109, Bulls de Chicago 90           |  | United Center, Chicago, Illinois Affluence : 21 380 Arbitres : #15 Zach Zarba, #74 Curtis Blair, #64 Justin Van Duyne, #68 Jacyn Goble | ESPN |
| 16 avril 2025 | Boxscore Rapport PDF | Score par quart-temps : 39-28, 32-19, 17-27, 21-16 |                                        |                                                  |  | United Center, Chicago, Illinois Affluence : 21 380 Arbitres : #15 Zach Zarba, #74 Curtis Blair, #64 Justin Van Duyne, #68 Jacyn Goble | ESPN |
| 16 avril 2025 | Boxscore Rapport PDF | Score par mi-temps : 71-47, 38-43                  |                                        |                                                  |  | United Center, Chicago, Illinois Affluence : 21 380 Arbitres : #15 Zach Zarba, #74 Curtis Blair, #64 Justin Van Duyne, #68 Jacyn Goble | ESPN |
| 16 avril 2025 | Boxscore Rapport PDF | Tyler Herro, 38 Bam Adebayo, 12 Davion Mitchell, 9 | Points Rebonds Passes d.               | Josh Giddey, 25 Nikola Vučević, 12 Coby White, 5 |  | United Center, Chicago, Illinois Affluence : 21 380 Arbitres : #15 Zach Zarba, #74 Curtis Blair, #64 Justin Van Duyne, #68 Jacyn Goble | ESPN |

#### Match pour la8eplace: (8) Hawks d'Atlanta vs. Heat de Miami (10)
| 18 avril 2025 | Boxscore Rapport PDF | Heat de Miami 123, Hawks d'Atlanta 114                                   | Heat de Miami 123, Hawks d'Atlanta 114 | Heat de Miami 123, Hawks d'Atlanta 114           | OT | State Farm Arena , Atlanta, Géorgie Affluence : 17 690 Arbitres : #19 James Capers, #14 Ed Malloy, #27 Mitchell Ervin | TNT |
| 18 avril 2025 | Boxscore Rapport PDF | Score par quart-temps : 33-24, 29-29, 24-24, 20-29 ; prolongation : 17-8 |                                        |                                                  | OT | State Farm Arena , Atlanta, Géorgie Affluence : 17 690 Arbitres : #19 James Capers, #14 Ed Malloy, #27 Mitchell Ervin | TNT |
| 18 avril 2025 | Boxscore Rapport PDF | Score par mi-temps : 62-53, 44-53                                        |                                        |                                                  | OT | State Farm Arena , Atlanta, Géorgie Affluence : 17 690 Arbitres : #19 James Capers, #14 Ed Malloy, #27 Mitchell Ervin | TNT |
| 18 avril 2025 | Boxscore Rapport PDF | Tyler Herro, 30 Bam Adebayo, 11 Andrew Wiggins, 8                        | Points Rebonds Passes d.               | Trae Young, 29 Onyeka Okongwu, 12 Trae Young, 11 | OT | State Farm Arena , Atlanta, Géorgie Affluence : 17 690 Arbitres : #19 James Capers, #14 Ed Malloy, #27 Mitchell Ervin | TNT |

### Conférence Ouest

#### Match pour la7eplace: (7) Warriors de Golden State vs. Grizzlies de Memphis (8)
| 15 avril 2025 | Boxscore Rapport PDF | Grizzlies de Memphis 116, Warriors de Golden State 121 | Grizzlies de Memphis 116, Warriors de Golden State 121 | Grizzlies de Memphis 116, Warriors de Golden State 121 |  | Chase Center, San Francisco, Californie Affluence : 18 064 Arbitres : #58 Josh Tiven, #55 Bill Kennedy, #3 Nick Buchert | TNT |
| 15 avril 2025 | Boxscore Rapport PDF | Score par quart-temps : 25-31, 30-36, 36-27, 25-27     |                                                        |                                                        |  | Chase Center, San Francisco, Californie Affluence : 18 064 Arbitres : #58 Josh Tiven, #55 Bill Kennedy, #3 Nick Buchert | TNT |
| 15 avril 2025 | Boxscore Rapport PDF | Score par mi-temps : 55-67, 61-54                      |                                                        |                                                        |  | Chase Center, San Francisco, Californie Affluence : 18 064 Arbitres : #58 Josh Tiven, #55 Bill Kennedy, #3 Nick Buchert | TNT |
| 15 avril 2025 | Boxscore Rapport PDF | Desmond Bane, 30 Zach Edey, 17 Scotty Pippen Jr., 5    | Points Rebonds Passes d.                               | Jimmy Butler, 38 Stephen Curry, 8 Draymond Green, 10   |  | Chase Center, San Francisco, Californie Affluence : 18 064 Arbitres : #58 Josh Tiven, #55 Bill Kennedy, #3 Nick Buchert | TNT |

#### Barrage pour la8eplace: (9) Kings de Sacramento vs. Mavericks de Dallas (10)
| 16 avril 2025 | Boxscore Rapport PDF | Mavericks de Dallas 120, Kings de Sacramento 106     | Mavericks de Dallas 120, Kings de Sacramento 106 | Mavericks de Dallas 120, Kings de Sacramento 106      |  | Golden 1 Center, Sacramento, Californie Affluence : 17 939 Arbitres : #8 Marc Davis, #46 Ben Taylor, #45 Brian Forte, #22 JB DeRosa | ESPN |
| 16 avril 2025 | Boxscore Rapport PDF | Score par quart-temps : 27-29, 44-19, 28-33, 21-25   |                                                  |                                                       |  | Golden 1 Center, Sacramento, Californie Affluence : 17 939 Arbitres : #8 Marc Davis, #46 Ben Taylor, #45 Brian Forte, #22 JB DeRosa | ESPN |
| 16 avril 2025 | Boxscore Rapport PDF | Score par mi-temps : 71-48, 49-58                    |                                                  |                                                       |  | Golden 1 Center, Sacramento, Californie Affluence : 17 939 Arbitres : #8 Marc Davis, #46 Ben Taylor, #45 Brian Forte, #22 JB DeRosa | ESPN |
| 16 avril 2025 | Boxscore Rapport PDF | Anthony Davis, 27 Davis, Washington, 9 Dante Exum, 6 | Points Rebonds Passes d.                         | DeMar DeRozan, 33 Domantas Sabonis, 13 Zach LaVine, 9 |  | Golden 1 Center, Sacramento, Californie Affluence : 17 939 Arbitres : #8 Marc Davis, #46 Ben Taylor, #45 Brian Forte, #22 JB DeRosa | ESPN |

#### Match pour la8eplace: (8) Grizzlies de Memphis vs. Mavericks de Dallas (10)
| 18 avril 2025 | Boxscore Rapport PDF | Mavericks de Dallas 106, Grizzlies de Memphis 120  | Mavericks de Dallas 106, Grizzlies de Memphis 120 | Mavericks de Dallas 106, Grizzlies de Memphis 120   |  | FedExForum, Memphis, Tennessee Affluence : 17 794 Arbitres : #16 David Guthrie, #61 Courtney Kirkland, #4 Sean Wright, #54 Ray Acosta | ESPN |
| 18 avril 2025 | Boxscore Rapport PDF | Score par quart-temps : 24-39, 25-27, 29-30, 28-24 |                                                   |                                                     |  | FedExForum, Memphis, Tennessee Affluence : 17 794 Arbitres : #16 David Guthrie, #61 Courtney Kirkland, #4 Sean Wright, #54 Ray Acosta | ESPN |
| 18 avril 2025 | Boxscore Rapport PDF | Score par mi-temps : 49-66, 57-54                  |                                                   |                                                     |  | FedExForum, Memphis, Tennessee Affluence : 17 794 Arbitres : #16 David Guthrie, #61 Courtney Kirkland, #4 Sean Wright, #54 Ray Acosta | ESPN |
| 18 avril 2025 | Boxscore Rapport PDF | Anthony Davis, 40 Davis, 9 Brandon Williams, 7     | Points Rebonds Passes d.                          | Jaren Jackson Jr., 24 Zach Edey, 11 Bane, Morant, 9 |  | FedExForum, Memphis, Tennessee Affluence : 17 794 Arbitres : #16 David Guthrie, #61 Courtney Kirkland, #4 Sean Wright, #54 Ray Acosta | ESPN |

## Tableau
|  | Premier tour     | Premier tour              | Premier tour              |   |                         | Demi-finales de Conférence | Demi-finales de Conférence | Demi-finales de Conférence |  |   | Finales de Conférence   | Finales de Conférence | Finales de Conférence |  |   | Finale NBA          | Finale NBA | Finale NBA |
|  |                  |                           |                           |   |                         |                            |                            |                            |  |   |                         |                       |                       |  |   |                     |            |            |
|  | 1                | Cavaliers de Cleveland    | 4                         |   |                         |                            |                            |                            |  |   |                         |                       |                       |  |   |                     |            |            |
|  | 8                | Heat de Miami             | 0                         |   |                         |                            |                            |                            |  |   |                         |                       |                       |  |   |                     |            |            |
|  | 8                | Heat de Miami             | 0                         |   | 1                       | Cavaliers de Cleveland     | 1                          |                            |  |   |                         |                       |                       |  |   |                     |            |            |
|  |                  |                           |                           |   | 1                       | Cavaliers de Cleveland     | 1                          |                            |  |   |                         |                       |                       |  |   |                     |            |            |
|  |                  | 4                         | Pacers de l'Indiana       | 4 |                         |                            |                            |                            |  |   |                         |                       |                       |  |   |                     |            |            |
|  | 4                | 4                         | Pacers de l'Indiana       | 4 | Pacers de l'Indiana     | 4                          |                            |                            |  |   |                         |                       |                       |  |   |                     |            |            |
|  | 4                |                           |                           |   | Pacers de l'Indiana     | 4                          |                            |                            |  |   |                         |                       |                       |  |   |                     |            |            |
|  | 5                | Bucks de Milwaukee        | 1                         |   |                         |                            |                            |                            |  |   |                         |                       |                       |  |   |                     |            |            |
|  | 5                | Bucks de Milwaukee        | 1                         |   |                         |                            |                            |                            |  | 4 | Pacers de l'Indiana     | 4                     |                       |  |   |                     |            |            |
|  | Conférence Est   |                           |                           |   |                         |                            |                            |                            |  | 4 | Pacers de l'Indiana     | 4                     |                       |  |   |                     |            |            |
|  |                  | 3                         | Knicks de New York        | 2 |                         |                            |                            |                            |  |   |                         |                       |                       |  |   |                     |            |            |
|  | 3                | 3                         | Knicks de New York        | 2 | Knicks de New York      | 4                          |                            |                            |  |   |                         |                       |                       |  |   |                     |            |            |
|  | 3                |                           |                           |   | Knicks de New York      | 4                          |                            |                            |  |   |                         |                       |                       |  |   |                     |            |            |
|  | 6                | Pistons de Détroit        | 2                         |   |                         |                            |                            |                            |  |   |                         |                       |                       |  |   |                     |            |            |
|  | 6                | Pistons de Détroit        | 2                         |   | 3                       | Knicks de New York         | 4                          |                            |  |   |                         |                       |                       |  |   |                     |            |            |
|  |                  |                           |                           |   | 3                       | Knicks de New York         | 4                          |                            |  |   |                         |                       |                       |  |   |                     |            |            |
|  |                  | 2                         | Celtics de Boston         | 2 |                         |                            |                            |                            |  |   |                         |                       |                       |  |   |                     |            |            |
|  | 2                | 2                         | Celtics de Boston         | 2 | Celtics de Boston       | 4                          |                            |                            |  |   |                         |                       |                       |  |   |                     |            |            |
|  | 2                |                           |                           |   | Celtics de Boston       | 4                          |                            |                            |  |   |                         |                       |                       |  |   |                     |            |            |
|  | 7                | Magic d'Orlando           | 1                         |   |                         |                            |                            |                            |  |   |                         |                       |                       |  |   |                     |            |            |
|  | 7                | Magic d'Orlando           | 1                         |   |                         |                            |                            |                            |  |   |                         |                       |                       |  | 4 | Pacers de l'Indiana | 3          |            |
|  |                  |                           |                           |   |                         |                            |                            |                            |  |   |                         |                       |                       |  | 4 | Pacers de l'Indiana | 3          |            |
|  |                  | 1                         | Thunder d'Oklahoma City   | 4 |                         |                            |                            |                            |  |   |                         |                       |                       |  |   |                     |            |            |
|  | 1                | 1                         | Thunder d'Oklahoma City   | 4 | Thunder d'Oklahoma City | 4                          |                            |                            |  |   |                         |                       |                       |  |   |                     |            |            |
|  | 1                |                           |                           |   | Thunder d'Oklahoma City | 4                          |                            |                            |  |   |                         |                       |                       |  |   |                     |            |            |
|  | 8                | Grizzlies de Memphis      | 0                         |   |                         |                            |                            |                            |  |   |                         |                       |                       |  |   |                     |            |            |
|  | 8                | Grizzlies de Memphis      | 0                         |   | 1                       | Thunder d'Oklahoma City    | 4                          |                            |  |   |                         |                       |                       |  |   |                     |            |            |
|  |                  |                           |                           |   | 1                       | Thunder d'Oklahoma City    | 4                          |                            |  |   |                         |                       |                       |  |   |                     |            |            |
|  |                  | 4                         | Nuggets de Denver         | 3 |                         |                            |                            |                            |  |   |                         |                       |                       |  |   |                     |            |            |
|  | 4                | 4                         | Nuggets de Denver         | 3 | Nuggets de Denver       | 4                          |                            |                            |  |   |                         |                       |                       |  |   |                     |            |            |
|  | 4                |                           |                           |   | Nuggets de Denver       | 4                          |                            |                            |  |   |                         |                       |                       |  |   |                     |            |            |
|  | 5                | Clippers de Los Angeles   | 3                         |   |                         |                            |                            |                            |  |   |                         |                       |                       |  |   |                     |            |            |
|  | 5                | Clippers de Los Angeles   | 3                         |   |                         |                            |                            |                            |  | 1 | Thunder d'Oklahoma City | 4                     |                       |  |   |                     |            |            |
|  | Conférence Ouest |                           |                           |   |                         |                            |                            |                            |  | 1 | Thunder d'Oklahoma City | 4                     |                       |  |   |                     |            |            |
|  |                  | 6                         | Timberwolves du Minnesota | 1 |                         |                            |                            |                            |  |   |                         |                       |                       |  |   |                     |            |            |
|  | 3                | 6                         | Timberwolves du Minnesota | 1 | Lakers de Los Angeles   | 1                          |                            |                            |  |   |                         |                       |                       |  |   |                     |            |            |
|  | 3                |                           |                           |   | Lakers de Los Angeles   | 1                          |                            |                            |  |   |                         |                       |                       |  |   |                     |            |            |
|  | 6                | Timberwolves du Minnesota | 4                         |   |                         |                            |                            |                            |  |   |                         |                       |                       |  |   |                     |            |            |
|  | 6                | Timberwolves du Minnesota | 4                         |   | 6                       | Timberwolves du Minnesota  | 4                          |                            |  |   |                         |                       |                       |  |   |                     |            |            |
|  |                  |                           |                           |   | 6                       | Timberwolves du Minnesota  | 4                          |                            |  |   |                         |                       |                       |  |   |                     |            |            |
|  |                  | 7                         | Warriors de Golden State  | 1 |                         |                            |                            |                            |  |   |                         |                       |                       |  |   |                     |            |            |
|  | 2                | 7                         | Warriors de Golden State  | 1 | Rockets de Houston      | 3                          |                            |                            |  |   |                         |                       |                       |  |   |                     |            |            |
|  | 2                |                           |                           |   | Rockets de Houston      | 3                          |                            |                            |  |   |                         |                       |                       |  |   |                     |            |            |
|  | 7                | Warriors de Golden State  | 4                         |   |                         |                            |                            |                            |  |   |                         |                       |                       |  |   |                     |            |            |

## Premier tour

### Conférence Est

#### (1) Cavaliers de Cleveland vs. Heat de Miami (8)
| 20 avril 2025 19h00 EDT | Boxscore Rapport PDF | Heat de Miami 100, Cavaliers de Cleveland 121      | Heat de Miami 100, Cavaliers de Cleveland 121 | Heat de Miami 100, Cavaliers de Cleveland 121            |  | Rocket Arena, Cleveland, Ohio Affluence : 19 432 Arbitres : #16 David Guthrie, #61 Courtney Kirkland, #37 Eric Dalen, #33 Sean Corbin | TNT/TruTV |
| 20 avril 2025 19h00 EDT | Boxscore Rapport PDF | Score par quart-temps : 24-31, 30-31, 25-25, 21-34 |                                               |                                                          |  | Rocket Arena, Cleveland, Ohio Affluence : 19 432 Arbitres : #16 David Guthrie, #61 Courtney Kirkland, #37 Eric Dalen, #33 Sean Corbin | TNT/TruTV |
| 20 avril 2025 19h00 EDT | Boxscore Rapport PDF | Score par mi-temps : 54-62, 46-59                  |                                               |                                                          |  | Rocket Arena, Cleveland, Ohio Affluence : 19 432 Arbitres : #16 David Guthrie, #61 Courtney Kirkland, #37 Eric Dalen, #33 Sean Corbin | TNT/TruTV |
| 20 avril 2025 19h00 EDT | Boxscore Rapport PDF | Bam Adebayo, 24 Bam Adebayo, 9 Davion Mitchell, 9  | Points Rebonds Passes d.                      | Donovan Mitchell, 30 Jarrett Allen, 11 Darius Garland, 5 |  | Rocket Arena, Cleveland, Ohio Affluence : 19 432 Arbitres : #16 David Guthrie, #61 Courtney Kirkland, #37 Eric Dalen, #33 Sean Corbin | TNT/TruTV |
| 20 avril 2025 19h00 EDT | Boxscore Rapport PDF | Cleveland mène la série 1 à 0.                     |                                               |                                                          |  | Rocket Arena, Cleveland, Ohio Affluence : 19 432 Arbitres : #16 David Guthrie, #61 Courtney Kirkland, #37 Eric Dalen, #33 Sean Corbin | TNT/TruTV |

| 23 avril 2025 19h30 EDT | Boxscore Rapport PDF | Heat de Miami 112, Cavaliers de Cleveland 121      | Heat de Miami 112, Cavaliers de Cleveland 121 | Heat de Miami 112, Cavaliers de Cleveland 121           |  | Rocket Arena, Cleveland, Ohio Affluence : 19 432 Arbitres : #25 Tony Brothers, #26 Pat Fraher, #68 Jacyn Goble, #77 Karl Lane | NBA TV |
| 23 avril 2025 19h30 EDT | Boxscore Rapport PDF | Score par quart-temps : 24-25, 27-43, 29-25, 32-28 |                                               |                                                         |  | Rocket Arena, Cleveland, Ohio Affluence : 19 432 Arbitres : #25 Tony Brothers, #26 Pat Fraher, #68 Jacyn Goble, #77 Karl Lane | NBA TV |
| 23 avril 2025 19h30 EDT | Boxscore Rapport PDF | Score par mi-temps : 51-68, 61-53                  |                                               |                                                         |  | Rocket Arena, Cleveland, Ohio Affluence : 19 432 Arbitres : #25 Tony Brothers, #26 Pat Fraher, #68 Jacyn Goble, #77 Karl Lane | NBA TV |
| 23 avril 2025 19h30 EDT | Boxscore Rapport PDF | Tyler Herro, 33 Bam Adebayo, 14 Bam Adebayo, 9     | Points Rebonds Passes d.                      | Donovan Mitchell, 30 Jarrett Allen, 8 Darius Garland, 9 |  | Rocket Arena, Cleveland, Ohio Affluence : 19 432 Arbitres : #25 Tony Brothers, #26 Pat Fraher, #68 Jacyn Goble, #77 Karl Lane | NBA TV |
| 23 avril 2025 19h30 EDT | Boxscore Rapport PDF | Cleveland mène la série 2 à 0.                     |                                               |                                                         |  | Rocket Arena, Cleveland, Ohio Affluence : 19 432 Arbitres : #25 Tony Brothers, #26 Pat Fraher, #68 Jacyn Goble, #77 Karl Lane | NBA TV |

| 26 avril 2025 13h00 EDT | Boxscore Rapport PDF | Cavaliers de Cleveland 124, Heat de Miami 87       | Cavaliers de Cleveland 124, Heat de Miami 87 | Cavaliers de Cleveland 124, Heat de Miami 87      |  | Kaseya Center, Miami, Floride Affluence : 19 600 Arbitres : #10 John Goble, #55 Bill Kennedy, #71 Rodney Mott, #30 John Butler | TNT |
| 26 avril 2025 13h00 EDT | Boxscore Rapport PDF | Score par quart-temps : 33-20, 29-22, 26-22, 36-23 |                                              |                                                   |  | Kaseya Center, Miami, Floride Affluence : 19 600 Arbitres : #10 John Goble, #55 Bill Kennedy, #71 Rodney Mott, #30 John Butler | TNT |
| 26 avril 2025 13h00 EDT | Boxscore Rapport PDF | Score par mi-temps : 62-42, 62-45                  |                                              |                                                   |  | Kaseya Center, Miami, Floride Affluence : 19 600 Arbitres : #10 John Goble, #55 Bill Kennedy, #71 Rodney Mott, #30 John Butler | TNT |
| 26 avril 2025 13h00 EDT | Boxscore Rapport PDF | Jarrett Allen, 22 Jarrett Allen, 10 Ty Jerome, 11  | Points Rebonds Passes d.                     | Bam Adebayo, 22 Bam Adebayo, 9 Davion Mitchell, 5 |  | Kaseya Center, Miami, Floride Affluence : 19 600 Arbitres : #10 John Goble, #55 Bill Kennedy, #71 Rodney Mott, #30 John Butler | TNT |
| 26 avril 2025 13h00 EDT | Boxscore Rapport PDF | Cleveland mène la série 3 à 0.                     |                                              |                                                   |  | Kaseya Center, Miami, Floride Affluence : 19 600 Arbitres : #10 John Goble, #55 Bill Kennedy, #71 Rodney Mott, #30 John Butler | TNT |

| 28 avril 2025 19h30 EDT | Boxscore Rapport PDF | Cavaliers de Cleveland 138, Heat de Miami 83               | Cavaliers de Cleveland 138, Heat de Miami 83 | Cavaliers de Cleveland 138, Heat de Miami 83        |  | Kaseya Center, Miami, Floride Affluence : 19 600 Arbitres : #60 James Williams, #24 Kevin Scott, #22 JB DeRosa | TNT/TruTV |
| 28 avril 2025 19h30 EDT | Boxscore Rapport PDF | Score par quart-temps : 43-17, 29-16, 39-30, 27-20         |                                              |                                                     |  | Kaseya Center, Miami, Floride Affluence : 19 600 Arbitres : #60 James Williams, #24 Kevin Scott, #22 JB DeRosa | TNT/TruTV |
| 28 avril 2025 19h30 EDT | Boxscore Rapport PDF | Score par mi-temps : 72-33, 66-50                          |                                              |                                                     |  | Kaseya Center, Miami, Floride Affluence : 19 600 Arbitres : #60 James Williams, #24 Kevin Scott, #22 JB DeRosa | TNT/TruTV |
| 28 avril 2025 19h30 EDT | Boxscore Rapport PDF | Donovan Mitchell, 22 Jarrett Allen, 12 Jerome, Mitchell, 5 | Points Rebonds Passes d.                     | Nikola Jović, 24 Bam Adebayo, 12 Davion Mitchell, 5 |  | Kaseya Center, Miami, Floride Affluence : 19 600 Arbitres : #60 James Williams, #24 Kevin Scott, #22 JB DeRosa | TNT/TruTV |
| 28 avril 2025 19h30 EDT | Boxscore Rapport PDF | Cleveland remporte la série 4 à 0.                         |                                              |                                                     |  | Kaseya Center, Miami, Floride Affluence : 19 600 Arbitres : #60 James Williams, #24 Kevin Scott, #22 JB DeRosa | TNT/TruTV |

#### (2) Celtics de Boston vs. Magic d'Orlando (7)
| 20 avril 2025 15h30 EDT | Boxscore Rapport PDF | Magic d'Orlando 86, Celtics de Boston 103                 | Magic d'Orlando 86, Celtics de Boston 103 | Magic d'Orlando 86, Celtics de Boston 103          |  | TD Garden, Boston, Massachusetts Affluence : 19 156 Arbitres : #15 Zach Zarba, #27 Mitchell Ervin, #68 Jacyn Goble | ABC |
| 20 avril 2025 15h30 EDT | Boxscore Rapport PDF | Score par quart-temps : 18-26, 31-22, 18-30, 19-25        |                                           |                                                    |  | TD Garden, Boston, Massachusetts Affluence : 19 156 Arbitres : #15 Zach Zarba, #27 Mitchell Ervin, #68 Jacyn Goble | ABC |
| 20 avril 2025 15h30 EDT | Boxscore Rapport PDF | Score par mi-temps : 49-48, 37-55                         |                                           |                                                    |  | TD Garden, Boston, Massachusetts Affluence : 19 156 Arbitres : #15 Zach Zarba, #27 Mitchell Ervin, #68 Jacyn Goble | ABC |
| 20 avril 2025 15h30 EDT | Boxscore Rapport PDF | Paolo Banchero, 36 Wendell Carter Jr., 13 Franz Wagner, 5 | Points Rebonds Passes d.                  | Derrick White, 30 Jayson Tatum, 14 Jrue Holiday, 8 |  | TD Garden, Boston, Massachusetts Affluence : 19 156 Arbitres : #15 Zach Zarba, #27 Mitchell Ervin, #68 Jacyn Goble | ABC |
| 20 avril 2025 15h30 EDT | Boxscore Rapport PDF | Boston mène la série 1 à 0.                               |                                           |                                                    |  | TD Garden, Boston, Massachusetts Affluence : 19 156 Arbitres : #15 Zach Zarba, #27 Mitchell Ervin, #68 Jacyn Goble | ABC |

| 23 avril 2025 19h00 EDT | Boxscore Rapport PDF | Magic d'Orlando 100, Celtics de Boston 109             | Magic d'Orlando 100, Celtics de Boston 109 | Magic d'Orlando 100, Celtics de Boston 109         |  | TD Garden, Boston, Massachusetts Affluence : 19 156 Arbitres : #15 Zach Zarba, #27 Mitchell Ervin, #68 Jacyn Goble | TNT/TruTV |
| 23 avril 2025 19h00 EDT | Boxscore Rapport PDF | Score par quart-temps : 21-23, 26-27, 24-31, 29-28     |                                            |                                                    |  | TD Garden, Boston, Massachusetts Affluence : 19 156 Arbitres : #15 Zach Zarba, #27 Mitchell Ervin, #68 Jacyn Goble | TNT/TruTV |
| 23 avril 2025 19h00 EDT | Boxscore Rapport PDF | Score par mi-temps : 47-50, 53-59                      |                                            |                                                    |  | TD Garden, Boston, Massachusetts Affluence : 19 156 Arbitres : #15 Zach Zarba, #27 Mitchell Ervin, #68 Jacyn Goble | TNT/TruTV |
| 23 avril 2025 19h00 EDT | Boxscore Rapport PDF | Paolo Banchero, 32 Paolo Banchero, 9 Paolo Banchero, 7 | Points Rebonds Passes d.                   | Jaylen Brown, 36 Trois joueurs, 10 Jrue Holiday, 6 |  | TD Garden, Boston, Massachusetts Affluence : 19 156 Arbitres : #15 Zach Zarba, #27 Mitchell Ervin, #68 Jacyn Goble | TNT/TruTV |
| 23 avril 2025 19h00 EDT | Boxscore Rapport PDF | Boston mène la série 2 à 0.                            |                                            |                                                    |  | TD Garden, Boston, Massachusetts Affluence : 19 156 Arbitres : #15 Zach Zarba, #27 Mitchell Ervin, #68 Jacyn Goble | TNT/TruTV |

| 25 avril 2025 19h00 EDT | Boxscore Rapport PDF | Celtics de Boston 93, Magic d'Orlando 95           | Celtics de Boston 93, Magic d'Orlando 95 | Celtics de Boston 93, Magic d'Orlando 95                |  | Kia Center, Orlando, Floride Affluence : 18 967 Arbitres : #16 David Guthrie, #61 Courtney Kirkland, #23 Tre Maddox, #35 Jason Goldenberg | ESPN |
| 25 avril 2025 19h00 EDT | Boxscore Rapport PDF | Score par quart-temps : 27-31, 32-18, 11-24, 23-22 |                                          |                                                         |  | Kia Center, Orlando, Floride Affluence : 18 967 Arbitres : #16 David Guthrie, #61 Courtney Kirkland, #23 Tre Maddox, #35 Jason Goldenberg | ESPN |
| 25 avril 2025 19h00 EDT | Boxscore Rapport PDF | Score par mi-temps : 59-49, 34-46                  |                                          |                                                         |  | Kia Center, Orlando, Floride Affluence : 18 967 Arbitres : #16 David Guthrie, #61 Courtney Kirkland, #23 Tre Maddox, #35 Jason Goldenberg | ESPN |
| 25 avril 2025 19h00 EDT | Boxscore Rapport PDF | Jayson Tatum, 36 Jayson Tatum, 9 Derrick White, 5  | Points Rebonds Passes d.                 | Franz Wagner, 32 Wendell Carter Jr., 12 Franz Wagner, 8 |  | Kia Center, Orlando, Floride Affluence : 18 967 Arbitres : #16 David Guthrie, #61 Courtney Kirkland, #23 Tre Maddox, #35 Jason Goldenberg | ESPN |
| 25 avril 2025 19h00 EDT | Boxscore Rapport PDF | Boston mène la série 2 à 1.                        |                                          |                                                         |  | Kia Center, Orlando, Floride Affluence : 18 967 Arbitres : #16 David Guthrie, #61 Courtney Kirkland, #23 Tre Maddox, #35 Jason Goldenberg | ESPN |

| 27 avril 2025 19h00 EDT | Boxscore Rapport PDF | Celtics de Boston 107, Magic d'Orlando 98          | Celtics de Boston 107, Magic d'Orlando 98 | Celtics de Boston 107, Magic d'Orlando 98                 |  | Kia Center, Orlando, Floride Affluence : 19 073 Arbitres : #8 Marc Davis, #39 Tyler Ford, #83 Andy Nagy, #35 Jason Goldenberg | TNT |
| 27 avril 2025 19h00 EDT | Boxscore Rapport PDF | Score par quart-temps : 32-29, 21-19, 26-27, 28-23 |                                           |                                                           |  | Kia Center, Orlando, Floride Affluence : 19 073 Arbitres : #8 Marc Davis, #39 Tyler Ford, #83 Andy Nagy, #35 Jason Goldenberg | TNT |
| 27 avril 2025 19h00 EDT | Boxscore Rapport PDF | Score par mi-temps : 53-48, 54-50                  |                                           |                                                           |  | Kia Center, Orlando, Floride Affluence : 19 073 Arbitres : #8 Marc Davis, #39 Tyler Ford, #83 Andy Nagy, #35 Jason Goldenberg | TNT |
| 27 avril 2025 19h00 EDT | Boxscore Rapport PDF | Jayson Tatum, 37 Jayson Tatum, 14 Derrick White, 7 | Points Rebonds Passes d.                  | Paolo Banchero, 31 Wendell Carter Jr., 11 Franz Wagner, 7 |  | Kia Center, Orlando, Floride Affluence : 19 073 Arbitres : #8 Marc Davis, #39 Tyler Ford, #83 Andy Nagy, #35 Jason Goldenberg | TNT |
| 27 avril 2025 19h00 EDT | Boxscore Rapport PDF | Boston mène la série 3 à 1.                        |                                           |                                                           |  | Kia Center, Orlando, Floride Affluence : 19 073 Arbitres : #8 Marc Davis, #39 Tyler Ford, #83 Andy Nagy, #35 Jason Goldenberg | TNT |

| 29 avril 2025 20h30 EDT | Boxscore Rapport PDF | Magic d'Orlando 89, Celtics de Boston 120                 | Magic d'Orlando 89, Celtics de Boston 120 | Magic d'Orlando 89, Celtics de Boston 120         |  | TD Garden, Boston, Massachusetts Affluence : 19 156 Arbitres : #25 Tony Brothers, #29 Mark Lindsay, #50 Gediminas Petraitis | NBA TV |
| 29 avril 2025 20h30 EDT | Boxscore Rapport PDF | Score par quart-temps : 27-23, 22-24, 13-36, 27-37        |                                           |                                                   |  | TD Garden, Boston, Massachusetts Affluence : 19 156 Arbitres : #25 Tony Brothers, #29 Mark Lindsay, #50 Gediminas Petraitis | NBA TV |
| 29 avril 2025 20h30 EDT | Boxscore Rapport PDF | Score par mi-temps : 49-47, 40-73                         |                                           |                                                   |  | TD Garden, Boston, Massachusetts Affluence : 19 156 Arbitres : #25 Tony Brothers, #29 Mark Lindsay, #50 Gediminas Petraitis | NBA TV |
| 29 avril 2025 20h30 EDT | Boxscore Rapport PDF | Franz Wagner, 25 Wendell Carter Jr., 10 Paolo Banchero, 6 | Points Rebonds Passes d.                  | Jayson Tatum, 35 Jayson Tatum, 8 Jayson Tatum, 10 |  | TD Garden, Boston, Massachusetts Affluence : 19 156 Arbitres : #25 Tony Brothers, #29 Mark Lindsay, #50 Gediminas Petraitis | NBA TV |
| 29 avril 2025 20h30 EDT | Boxscore Rapport PDF | Boston remporte la série 4 à 1.                           |                                           |                                                   |  | TD Garden, Boston, Massachusetts Affluence : 19 156 Arbitres : #25 Tony Brothers, #29 Mark Lindsay, #50 Gediminas Petraitis | NBA TV |

#### (3) Knicks de New York  vs. Pistons de Detroit (6)
| 19 avril 2025 18h00 EDT | Boxscore Rapport PDF | Pistons de Detroit 112, Knicks de New York 123          | Pistons de Detroit 112, Knicks de New York 123 | Pistons de Detroit 112, Knicks de New York 123            |  | Madison Square Garden, New York, New York Affluence : 19 812 Arbitres : #10 John Goble, #55 Bill Kennedy, #77 Karl Lane, #52 Scott Twardoski | ESPN |
| 19 avril 2025 18h00 EDT | Boxscore Rapport PDF | Score par quart-temps : 27-27, 28-30, 36-26, 21-40      |                                                |                                                           |  | Madison Square Garden, New York, New York Affluence : 19 812 Arbitres : #10 John Goble, #55 Bill Kennedy, #77 Karl Lane, #52 Scott Twardoski | ESPN |
| 19 avril 2025 18h00 EDT | Boxscore Rapport PDF | Score par mi-temps : 55-57, 57-66                       |                                                |                                                           |  | Madison Square Garden, New York, New York Affluence : 19 812 Arbitres : #10 John Goble, #55 Bill Kennedy, #77 Karl Lane, #52 Scott Twardoski | ESPN |
| 19 avril 2025 18h00 EDT | Boxscore Rapport PDF | Tobias Harris, 25 Quatre joueurs, 6 Cade Cunningham, 12 | Points Rebonds Passes d.                       | Jalen Brunson, 34 Karl-Anthony Towns, 11 Jalen Brunson, 8 |  | Madison Square Garden, New York, New York Affluence : 19 812 Arbitres : #10 John Goble, #55 Bill Kennedy, #77 Karl Lane, #52 Scott Twardoski | ESPN |
| 19 avril 2025 18h00 EDT | Boxscore Rapport PDF | New York mène la série 1 à 0.                           |                                                |                                                           |  | Madison Square Garden, New York, New York Affluence : 19 812 Arbitres : #10 John Goble, #55 Bill Kennedy, #77 Karl Lane, #52 Scott Twardoski | ESPN |

| 21 avril 2025 19h30 EDT | Boxscore Rapport PDF | Pistons de Detroit 100, Knicks de New York 94                 | Pistons de Detroit 100, Knicks de New York 94 | Pistons de Detroit 100, Knicks de New York 94        |  | Madison Square Garden, New York, New York Affluence : 19 812 Arbitres : #58 Josh Tiven, #74 Curtis Blair, #54 Ray Acosta, #52 Scott Twardoski | TNT/TruTV |
| 21 avril 2025 19h30 EDT | Boxscore Rapport PDF | Score par quart-temps : 25-18, 30-31, 20-18, 25-27            |                                               |                                                      |  | Madison Square Garden, New York, New York Affluence : 19 812 Arbitres : #58 Josh Tiven, #74 Curtis Blair, #54 Ray Acosta, #52 Scott Twardoski | TNT/TruTV |
| 21 avril 2025 19h30 EDT | Boxscore Rapport PDF | Score par mi-temps : 55-49, 45-45                             |                                               |                                                      |  | Madison Square Garden, New York, New York Affluence : 19 812 Arbitres : #58 Josh Tiven, #74 Curtis Blair, #54 Ray Acosta, #52 Scott Twardoski | TNT/TruTV |
| 21 avril 2025 19h30 EDT | Boxscore Rapport PDF | Cade Cunningham, 33 Duren, Harris, 13 Cunningham, Schröder, 3 | Points Rebonds Passes d.                      | Jalen Brunson, 37 Hart, Robinson, 7 Jalen Brunson, 7 |  | Madison Square Garden, New York, New York Affluence : 19 812 Arbitres : #58 Josh Tiven, #74 Curtis Blair, #54 Ray Acosta, #52 Scott Twardoski | TNT/TruTV |
| 21 avril 2025 19h30 EDT | Boxscore Rapport PDF | Égalité dans la série 1 à 1.                                  |                                               |                                                      |  | Madison Square Garden, New York, New York Affluence : 19 812 Arbitres : #58 Josh Tiven, #74 Curtis Blair, #54 Ray Acosta, #52 Scott Twardoski | TNT/TruTV |

| 24 avril 2025 19h00 EDT | Boxscore Rapport PDF | Knicks de New York 118, Pistons de Detroit 116        | Knicks de New York 118, Pistons de Detroit 116 | Knicks de New York 118, Pistons de Detroit 116                  |  | Little Caesars Arena, Detroit, Michigan Affluence : 20 062 Arbitres : #15 Zach Zarba, #4 Sean Wright, #3 Nick Buchert, #71 Rodney Mott | TNT |
| 24 avril 2025 19h00 EDT | Boxscore Rapport PDF | Score par quart-temps : 33-27, 33-26, 27-30, 25-33    |                                                |                                                                 |  | Little Caesars Arena, Detroit, Michigan Affluence : 20 062 Arbitres : #15 Zach Zarba, #4 Sean Wright, #3 Nick Buchert, #71 Rodney Mott | TNT |
| 24 avril 2025 19h00 EDT | Boxscore Rapport PDF | Score par mi-temps : 66-53, 52-63                     |                                                |                                                                 |  | Little Caesars Arena, Detroit, Michigan Affluence : 20 062 Arbitres : #15 Zach Zarba, #4 Sean Wright, #3 Nick Buchert, #71 Rodney Mott | TNT |
| 24 avril 2025 19h00 EDT | Boxscore Rapport PDF | Karl-Anthony Towns, 31 Josh Hart, 11 Brunson, Hart, 9 | Points Rebonds Passes d.                       | Cunningham, Hardaway Jr., 24 Duren, Reed, 8 Cade Cunningham, 11 |  | Little Caesars Arena, Detroit, Michigan Affluence : 20 062 Arbitres : #15 Zach Zarba, #4 Sean Wright, #3 Nick Buchert, #71 Rodney Mott | TNT |
| 24 avril 2025 19h00 EDT | Boxscore Rapport PDF | New York mène la série 2 à 1.                         |                                                |                                                                 |  | Little Caesars Arena, Detroit, Michigan Affluence : 20 062 Arbitres : #15 Zach Zarba, #4 Sean Wright, #3 Nick Buchert, #71 Rodney Mott | TNT |

| 27 avril 2025 13h00 EDT | Boxscore Rapport PDF | Knicks de New York 94, Pistons de Detroit 93       | Knicks de New York 94, Pistons de Detroit 93 | Knicks de New York 94, Pistons de Detroit 93            |  | Little Caesars Arena, Detroit, Michigan Affluence : 20 062 Arbitres : #16 David Guthrie, #45 Brian Forte, #34 Kevin Cutler, #37 Eric Dalen | ABC |
| 27 avril 2025 13h00 EDT | Boxscore Rapport PDF | Score par quart-temps : 29-19, 21-24, 14-28, 30-22 |                                              |                                                         |  | Little Caesars Arena, Detroit, Michigan Affluence : 20 062 Arbitres : #16 David Guthrie, #45 Brian Forte, #34 Kevin Cutler, #37 Eric Dalen | ABC |
| 27 avril 2025 13h00 EDT | Boxscore Rapport PDF | Score par mi-temps : 50-43, 44-50                  |                                              |                                                         |  | Little Caesars Arena, Detroit, Michigan Affluence : 20 062 Arbitres : #16 David Guthrie, #45 Brian Forte, #34 Kevin Cutler, #37 Eric Dalen | ABC |
| 27 avril 2025 13h00 EDT | Boxscore Rapport PDF | Jalen Brunson, 32 Josh Hart, 10 Jalen Brunson, 11  | Points Rebonds Passes d.                     | Cade Cunningham, 25 Jalen Duren, 17 Cade Cunningham, 10 |  | Little Caesars Arena, Detroit, Michigan Affluence : 20 062 Arbitres : #16 David Guthrie, #45 Brian Forte, #34 Kevin Cutler, #37 Eric Dalen | ABC |
| 27 avril 2025 13h00 EDT | Boxscore Rapport PDF | New York mène la série 3 à 1.                      |                                              |                                                         |  | Little Caesars Arena, Detroit, Michigan Affluence : 20 062 Arbitres : #16 David Guthrie, #45 Brian Forte, #34 Kevin Cutler, #37 Eric Dalen | ABC |

| 29 avril 2025 19h30 EDT | Boxscore Rapport PDF | Pistons de Detroit 106, Knicks de New York 103         | Pistons de Detroit 106, Knicks de New York 103 | Pistons de Detroit 106, Knicks de New York 103      |  | Madison Square Garden, New York, New York Affluence : 19 812 Arbitres : #8 Marc Davis, #39 Tyler Ford, #68 Jacyn Goble, #83 Andy Nagy | TNT/TruTV |
| 29 avril 2025 19h30 EDT | Boxscore Rapport PDF | Score par quart-temps : 22-23, 27-27, 28-24, 29-29     |                                                |                                                     |  | Madison Square Garden, New York, New York Affluence : 19 812 Arbitres : #8 Marc Davis, #39 Tyler Ford, #68 Jacyn Goble, #83 Andy Nagy | TNT/TruTV |
| 29 avril 2025 19h30 EDT | Boxscore Rapport PDF | Score par mi-temps : 49-50, 57-53                      |                                                |                                                     |  | Madison Square Garden, New York, New York Affluence : 19 812 Arbitres : #8 Marc Davis, #39 Tyler Ford, #68 Jacyn Goble, #83 Andy Nagy | TNT/TruTV |
| 29 avril 2025 19h30 EDT | Boxscore Rapport PDF | Cade Cunningham, 24 Jalen Duren, 14 Cade Cunningham, 8 | Points Rebonds Passes d.                       | OG Anunoby, 19 Robinson, Towns, 11 Jalen Brunson, 7 |  | Madison Square Garden, New York, New York Affluence : 19 812 Arbitres : #8 Marc Davis, #39 Tyler Ford, #68 Jacyn Goble, #83 Andy Nagy | TNT/TruTV |
| 29 avril 2025 19h30 EDT | Boxscore Rapport PDF | New York mène la série 3 à 2.                          |                                                |                                                     |  | Madison Square Garden, New York, New York Affluence : 19 812 Arbitres : #8 Marc Davis, #39 Tyler Ford, #68 Jacyn Goble, #83 Andy Nagy | TNT/TruTV |

| 1er mai 2025 19h30 EDT | Boxscore Rapport PDF | Knicks de New York 116, Pistons de Detroit 113            | Knicks de New York 116, Pistons de Detroit 113 | Knicks de New York 116, Pistons de Detroit 113            |  | Little Caesars Arena, Detroit, Michigan Affluence : 20 062 Arbitres : #25 Tony Brothers, #14 Ed Malloy, #29 Mark Lindsay, #36 Brent Barnaky | TNT/TruTV |
| 1er mai 2025 19h30 EDT | Boxscore Rapport PDF | Score par quart-temps : 37-23, 22-38, 37-24, 20-28        |                                                |                                                           |  | Little Caesars Arena, Detroit, Michigan Affluence : 20 062 Arbitres : #25 Tony Brothers, #14 Ed Malloy, #29 Mark Lindsay, #36 Brent Barnaky | TNT/TruTV |
| 1er mai 2025 19h30 EDT | Boxscore Rapport PDF | Score par mi-temps : 59-61, 57-52                         |                                                |                                                           |  | Little Caesars Arena, Detroit, Michigan Affluence : 20 062 Arbitres : #25 Tony Brothers, #14 Ed Malloy, #29 Mark Lindsay, #36 Brent Barnaky | TNT/TruTV |
| 1er mai 2025 19h30 EDT | Boxscore Rapport PDF | Jalen Brunson, 40 Karl-Anthony Towns, 15 Jalen Brunson, 7 | Points Rebonds Passes d.                       | Cade Cunningham, 23 Cade Cunningham, 7 Cade Cunningham, 8 |  | Little Caesars Arena, Detroit, Michigan Affluence : 20 062 Arbitres : #25 Tony Brothers, #14 Ed Malloy, #29 Mark Lindsay, #36 Brent Barnaky | TNT/TruTV |
| 1er mai 2025 19h30 EDT | Boxscore Rapport PDF | New York remporte la série 4 à 2.                         |                                                |                                                           |  | Little Caesars Arena, Detroit, Michigan Affluence : 20 062 Arbitres : #25 Tony Brothers, #14 Ed Malloy, #29 Mark Lindsay, #36 Brent Barnaky | TNT/TruTV |

#### (4) Pacers de l'Indiana  vs. Bucks de Milwaukee (5)
| 19 avril 2025 13h00 EDT | Rapport PDF | Bucks de Milwaukee 98, Pacers de l'Indiana 117                          | Bucks de Milwaukee 98, Pacers de l'Indiana 117 | Bucks de Milwaukee 98, Pacers de l'Indiana 117                |  | Gainbridge Fieldhouse, Indianapolis, Indiana Affluence : 17 274 Arbitres : #58 Josh Tiven, #74 Curtis Blair, #23 Tre Maddox, #36 Brent Barnaky | ESPN |
| 19 avril 2025 13h00 EDT | Rapport PDF | Score par quart-temps : 25-33, 18-34, 33-26, 22-24                      |                                                |                                                               |  | Gainbridge Fieldhouse, Indianapolis, Indiana Affluence : 17 274 Arbitres : #58 Josh Tiven, #74 Curtis Blair, #23 Tre Maddox, #36 Brent Barnaky | ESPN |
| 19 avril 2025 13h00 EDT | Rapport PDF | Score par mi-temps : 43-67, 55-50                                       |                                                |                                                               |  | Gainbridge Fieldhouse, Indianapolis, Indiana Affluence : 17 274 Arbitres : #58 Josh Tiven, #74 Curtis Blair, #23 Tre Maddox, #36 Brent Barnaky | ESPN |
| 19 avril 2025 13h00 EDT | Rapport PDF | Giánnis Antetokoúnmpo, 36 Giánnis Antetokoúnmpo, 12 Kevin Porter Jr., 5 | Points Rebonds Passes d.                       | Pascal Siakam, 25 Haliburton, Siakam, 7 Tyrese Haliburton, 12 |  | Gainbridge Fieldhouse, Indianapolis, Indiana Affluence : 17 274 Arbitres : #58 Josh Tiven, #74 Curtis Blair, #23 Tre Maddox, #36 Brent Barnaky | ESPN |
| 19 avril 2025 13h00 EDT | Rapport PDF | Indiana mène la série 1 à 0.                                            |                                                |                                                               |  | Gainbridge Fieldhouse, Indianapolis, Indiana Affluence : 17 274 Arbitres : #58 Josh Tiven, #74 Curtis Blair, #23 Tre Maddox, #36 Brent Barnaky | ESPN |

| 22 avril 2025 19h00 EDT | Rapport PDF | Bucks de Milwaukee 115, Pacers de l'Indiana 123                               | Bucks de Milwaukee 115, Pacers de l'Indiana 123 | Bucks de Milwaukee 115, Pacers de l'Indiana 123           |  | Gainbridge Fieldhouse, Indianapolis, Indiana Affluence : 17 274 Arbitres : #15 Zach Zarba, #4 Sean Wright, #50 Gediminas Petraitis, #37 Eric Dalen | NBA TV |
| 22 avril 2025 19h00 EDT | Rapport PDF | Score par quart-temps : 30-40, 30-28, 27-31, 28-24                            |                                                 |                                                           |  | Gainbridge Fieldhouse, Indianapolis, Indiana Affluence : 17 274 Arbitres : #15 Zach Zarba, #4 Sean Wright, #50 Gediminas Petraitis, #37 Eric Dalen | NBA TV |
| 22 avril 2025 19h00 EDT | Rapport PDF | Score par mi-temps : 60-68, 55-55                                             |                                                 |                                                           |  | Gainbridge Fieldhouse, Indianapolis, Indiana Affluence : 17 274 Arbitres : #15 Zach Zarba, #4 Sean Wright, #50 Gediminas Petraitis, #37 Eric Dalen | NBA TV |
| 22 avril 2025 19h00 EDT | Rapport PDF | Giánnis Antetokoúnmpo, 34 Giánnis Antetokoúnmpo, 18 Antetokoúnmpo, Lillard, 7 | Points Rebonds Passes d.                        | Pascal Siakam, 34 Pascal Siakam, 11 Tyrese Haliburton, 12 |  | Gainbridge Fieldhouse, Indianapolis, Indiana Affluence : 17 274 Arbitres : #15 Zach Zarba, #4 Sean Wright, #50 Gediminas Petraitis, #37 Eric Dalen | NBA TV |
| 22 avril 2025 19h00 EDT | Rapport PDF | Indiana mène la série 2 à 0.                                                  |                                                 |                                                           |  | Gainbridge Fieldhouse, Indianapolis, Indiana Affluence : 17 274 Arbitres : #15 Zach Zarba, #4 Sean Wright, #50 Gediminas Petraitis, #37 Eric Dalen | NBA TV |

| 25 avril 2025 20h00 EDT | Rapport PDF | Pacers de l'Indiana 101, Bucks de Milwaukee 117                | Pacers de l'Indiana 101, Bucks de Milwaukee 117 | Pacers de l'Indiana 101, Bucks de Milwaukee 117                                     |  | Fiserv Forum, Milwaukee, Wisconsin Affluence : 17 942 Arbitres : #8 Marc Davis, #14 Ed Malloy, #64 Justin Van Duyne, #21 Dedric Taylor | ESPNU/NBA TV |
| 25 avril 2025 20h00 EDT | Rapport PDF | Score par quart-temps : 26-26, 31-21, 18-39, 26-31             |                                                 |                                                                                     |  | Fiserv Forum, Milwaukee, Wisconsin Affluence : 17 942 Arbitres : #8 Marc Davis, #14 Ed Malloy, #64 Justin Van Duyne, #21 Dedric Taylor | ESPNU/NBA TV |
| 25 avril 2025 20h00 EDT | Rapport PDF | Score par mi-temps : 57-47, 44-70                              |                                                 |                                                                                     |  | Fiserv Forum, Milwaukee, Wisconsin Affluence : 17 942 Arbitres : #8 Marc Davis, #14 Ed Malloy, #64 Justin Van Duyne, #21 Dedric Taylor | ESPNU/NBA TV |
| 25 avril 2025 20h00 EDT | Rapport PDF | Pascal Siakam, 28 Haliburton, Nesmith, 7 Tyrese Haliburton, 10 | Points Rebonds Passes d.                        | Antetokoúnmpo, Trent Jr., 37 Giánnis Antetokoúnmpo, 12 Antetokoúnmpo, Porter Jr., 6 |  | Fiserv Forum, Milwaukee, Wisconsin Affluence : 17 942 Arbitres : #8 Marc Davis, #14 Ed Malloy, #64 Justin Van Duyne, #21 Dedric Taylor | ESPNU/NBA TV |
| 25 avril 2025 20h00 EDT | Rapport PDF | Indiana mène la série 2 à 1.                                   |                                                 |                                                                                     |  | Fiserv Forum, Milwaukee, Wisconsin Affluence : 17 942 Arbitres : #8 Marc Davis, #14 Ed Malloy, #64 Justin Van Duyne, #21 Dedric Taylor | ESPNU/NBA TV |

| 27 avril 2025 21h30 EDT | Rapport PDF | Pacers de l'Indiana 129, Bucks de Milwaukee 103             | Pacers de l'Indiana 129, Bucks de Milwaukee 103 | Pacers de l'Indiana 129, Bucks de Milwaukee 103                                  |  | Fiserv Forum, Milwaukee, Wisconsin Affluence : 17 855 Arbitres : #25 Tony Brothers, #29 Mark Lindsay, #77 Karl Lane, #21 Dedric Taylor | TNT |
| 27 avril 2025 21h30 EDT | Rapport PDF | Score par quart-temps : 30-24, 33-28, 38-32, 28-19          |                                                 |                                                                                  |  | Fiserv Forum, Milwaukee, Wisconsin Affluence : 17 855 Arbitres : #25 Tony Brothers, #29 Mark Lindsay, #77 Karl Lane, #21 Dedric Taylor | TNT |
| 27 avril 2025 21h30 EDT | Rapport PDF | Score par mi-temps : 63-52, 66-51                           |                                                 |                                                                                  |  | Fiserv Forum, Milwaukee, Wisconsin Affluence : 17 855 Arbitres : #25 Tony Brothers, #29 Mark Lindsay, #77 Karl Lane, #21 Dedric Taylor | TNT |
| 27 avril 2025 21h30 EDT | Rapport PDF | Myles Turner, 23 Tyrese Haliburton, 8 Tyrese Haliburton, 15 | Points Rebonds Passes d.                        | Giánnis Antetokoúnmpo, 28 Giánnis Antetokoúnmpo, 15 Antetokoúnmpo, Porter Jr., 6 |  | Fiserv Forum, Milwaukee, Wisconsin Affluence : 17 855 Arbitres : #25 Tony Brothers, #29 Mark Lindsay, #77 Karl Lane, #21 Dedric Taylor | TNT |
| 27 avril 2025 21h30 EDT | Rapport PDF | Indiana mène la série 3 à 1.                                |                                                 |                                                                                  |  | Fiserv Forum, Milwaukee, Wisconsin Affluence : 17 855 Arbitres : #25 Tony Brothers, #29 Mark Lindsay, #77 Karl Lane, #21 Dedric Taylor | TNT |

| 29 avril 2025 18h00 EDT | Rapport PDF | Bucks de Milwaukee 118, Pacers de l'Indiana 119                           | Bucks de Milwaukee 118, Pacers de l'Indiana 119 | Bucks de Milwaukee 118, Pacers de l'Indiana 119              | OT | Gainbridge Fieldhouse, Indianapolis, Indiana Affluence : 17 274 Arbitres : #16 David Guthrie, #61 Courtney Kirkland, #45 Brian Forte, #34 Kevin Cutler | NBA TV |
| 29 avril 2025 18h00 EDT | Rapport PDF | Score par quart-temps : 30-13, 17-28, 28-34, 28-28 ; prolongation : 15-16 |                                                 |                                                              | OT | Gainbridge Fieldhouse, Indianapolis, Indiana Affluence : 17 274 Arbitres : #16 David Guthrie, #61 Courtney Kirkland, #45 Brian Forte, #34 Kevin Cutler | NBA TV |
| 29 avril 2025 18h00 EDT | Rapport PDF | Score par mi-temps : 47-41, 56-62                                         |                                                 |                                                              | OT | Gainbridge Fieldhouse, Indianapolis, Indiana Affluence : 17 274 Arbitres : #16 David Guthrie, #61 Courtney Kirkland, #45 Brian Forte, #34 Kevin Cutler | NBA TV |
| 29 avril 2025 18h00 EDT | Rapport PDF | Gary Trent Jr., 33 Giánnis Antetokoúnmpo, 20 Giánnis Antetokoúnmpo, 13    | Points Rebonds Passes d.                        | Tyrese Haliburton, 26 Aaron Nesmith, 12 Tyrese Haliburton, 9 | OT | Gainbridge Fieldhouse, Indianapolis, Indiana Affluence : 17 274 Arbitres : #16 David Guthrie, #61 Courtney Kirkland, #45 Brian Forte, #34 Kevin Cutler | NBA TV |
| 29 avril 2025 18h00 EDT | Rapport PDF | Indiana remporte la série 4 à 1.                                          |                                                 |                                                              | OT | Gainbridge Fieldhouse, Indianapolis, Indiana Affluence : 17 274 Arbitres : #16 David Guthrie, #61 Courtney Kirkland, #45 Brian Forte, #34 Kevin Cutler | NBA TV |

### Conférence Ouest

#### (1) Thunder d'Oklahoma City vs. Grizzlies de Memphis (8)
| 20 avril 2025 13h00 EDT | Rapport PDF | Grizzlies de Memphis 80, Thunder d'Oklahoma City 131  | Grizzlies de Memphis 80, Thunder d'Oklahoma City 131 | Grizzlies de Memphis 80, Thunder d'Oklahoma City 131  |  | Paycom Center, Oklahoma City, Oklahoma Affluence : 18 203 Arbitres : #25 Tony Brothers, #3 Nick Buchert, #22 JB DeRosa, #35 Jason Goldenberg | ABC |
| 20 avril 2025 13h00 EDT | Rapport PDF | Score par quart-temps : 20-32, 16-36, 27-44, 17-19    |                                                      |                                                       |  | Paycom Center, Oklahoma City, Oklahoma Affluence : 18 203 Arbitres : #25 Tony Brothers, #3 Nick Buchert, #22 JB DeRosa, #35 Jason Goldenberg | ABC |
| 20 avril 2025 13h00 EDT | Rapport PDF | Score par mi-temps : 36-68, 44-63                     |                                                      |                                                       |  | Paycom Center, Oklahoma City, Oklahoma Affluence : 18 203 Arbitres : #25 Tony Brothers, #3 Nick Buchert, #22 JB DeRosa, #35 Jason Goldenberg | ABC |
| 20 avril 2025 13h00 EDT | Rapport PDF | Bagley, Morant, 17 Zach Edey, 9 Morant, Pippen Jr., 4 | Points Rebonds Passes d.                             | Aaron Wiggins, 21 Chet Holmgren, 10 Jalen Williams, 6 |  | Paycom Center, Oklahoma City, Oklahoma Affluence : 18 203 Arbitres : #25 Tony Brothers, #3 Nick Buchert, #22 JB DeRosa, #35 Jason Goldenberg | ABC |
| 20 avril 2025 13h00 EDT | Rapport PDF | Oklahoma City mène la série 1 à 0.                    |                                                      |                                                       |  | Paycom Center, Oklahoma City, Oklahoma Affluence : 18 203 Arbitres : #25 Tony Brothers, #3 Nick Buchert, #22 JB DeRosa, #35 Jason Goldenberg | ABC |

| 22 avril 2025 19h30 EDT | Rapport PDF | Grizzlies de Memphis 99, Thunder d'Oklahoma City 118 | Grizzlies de Memphis 99, Thunder d'Oklahoma City 118 | Grizzlies de Memphis 99, Thunder d'Oklahoma City 118                               |  | Paycom Center, Oklahoma City, Oklahoma Affluence : 18 203 Arbitres : #10 John Goble, #45 Brian Forte, #30 John Butler, #35 Jason Goldenberg | TNT/TruTV |
| 22 avril 2025 19h30 EDT | Rapport PDF | Score par quart-temps : 17-32, 35-38, 27-20, 20-28   |                                                      |                                                                                    |  | Paycom Center, Oklahoma City, Oklahoma Affluence : 18 203 Arbitres : #10 John Goble, #45 Brian Forte, #30 John Butler, #35 Jason Goldenberg | TNT/TruTV |
| 22 avril 2025 19h30 EDT | Rapport PDF | Score par mi-temps : 52-70, 47-48                    |                                                      |                                                                                    |  | Paycom Center, Oklahoma City, Oklahoma Affluence : 18 203 Arbitres : #10 John Goble, #45 Brian Forte, #30 John Butler, #35 Jason Goldenberg | TNT/TruTV |
| 22 avril 2025 19h30 EDT | Rapport PDF | Jaren Jackson Jr., 26 Desmond Bane, 12 Ja Morant, 6  | Points Rebonds Passes d.                             | Shai Gilgeous-Alexander, 27 Chet Holmgren, 11 Gilgeous-Alexander, Jal. Williams, 5 |  | Paycom Center, Oklahoma City, Oklahoma Affluence : 18 203 Arbitres : #10 John Goble, #45 Brian Forte, #30 John Butler, #35 Jason Goldenberg | TNT/TruTV |
| 22 avril 2025 19h30 EDT | Rapport PDF | Oklahoma City mène la série 2 à 0.                   |                                                      |                                                                                    |  | Paycom Center, Oklahoma City, Oklahoma Affluence : 18 203 Arbitres : #10 John Goble, #45 Brian Forte, #30 John Butler, #35 Jason Goldenberg | TNT/TruTV |

| 24 avril 2025 21h30 EDT | Rapport PDF | Thunder d'Oklahoma City 114, Grizzlies de Memphis 108                   | Thunder d'Oklahoma City 114, Grizzlies de Memphis 108 | Thunder d'Oklahoma City 114, Grizzlies de Memphis 108       |  | FedExForum, Memphis, Tennessee Affluence : 16 849 Arbitres : #58 Josh Tiven, #27 Mitchell Ervin, #34 Kevin Cutler, #32 Marat Kogut | TNT |
| 24 avril 2025 21h30 EDT | Rapport PDF | Score par quart-temps : 29-40, 22-37, 36-18, 27-13                      |                                                       |                                                             |  | FedExForum, Memphis, Tennessee Affluence : 16 849 Arbitres : #58 Josh Tiven, #27 Mitchell Ervin, #34 Kevin Cutler, #32 Marat Kogut | TNT |
| 24 avril 2025 21h30 EDT | Rapport PDF | Score par mi-temps : 51-77, 63-31                                       |                                                       |                                                             |  | FedExForum, Memphis, Tennessee Affluence : 16 849 Arbitres : #58 Josh Tiven, #27 Mitchell Ervin, #34 Kevin Cutler, #32 Marat Kogut | TNT |
| 24 avril 2025 21h30 EDT | Rapport PDF | Shai Gilgeous-Alexander, 31 Chet Holmgren, 8 Shai Gilgeous-Alexander, 8 | Points Rebonds Passes d.                              | Scotty Pippen Jr., 28 Desmond Bane, 8 Morant, Pippen Jr., 5 |  | FedExForum, Memphis, Tennessee Affluence : 16 849 Arbitres : #58 Josh Tiven, #27 Mitchell Ervin, #34 Kevin Cutler, #32 Marat Kogut | TNT |
| 24 avril 2025 21h30 EDT | Rapport PDF | Oklahoma City mène la série 3 à 0.                                      |                                                       |                                                             |  | FedExForum, Memphis, Tennessee Affluence : 16 849 Arbitres : #58 Josh Tiven, #27 Mitchell Ervin, #34 Kevin Cutler, #32 Marat Kogut | TNT |

| 26 avril 2025 15h30 EDT | Rapport PDF | Thunder d'Oklahoma City 117, Grizzlies de Memphis 115                         | Thunder d'Oklahoma City 117, Grizzlies de Memphis 115 | Thunder d'Oklahoma City 117, Grizzlies de Memphis 115       |  | FedExForum, Memphis, Tennessee Affluence : 16 667 Arbitres : #19 James Capers, #26 Pat Fraher, #36 Brent Barnaky, #32 Marat Kogut | TNT |
| 26 avril 2025 15h30 EDT | Rapport PDF | Score par quart-temps : 34-31, 26-28, 28-26, 29-30                            |                                                       |                                                             |  | FedExForum, Memphis, Tennessee Affluence : 16 667 Arbitres : #19 James Capers, #26 Pat Fraher, #36 Brent Barnaky, #32 Marat Kogut | TNT |
| 26 avril 2025 15h30 EDT | Rapport PDF | Score par mi-temps : 60-59, 57-56                                             |                                                       |                                                             |  | FedExForum, Memphis, Tennessee Affluence : 16 667 Arbitres : #19 James Capers, #26 Pat Fraher, #36 Brent Barnaky, #32 Marat Kogut | TNT |
| 26 avril 2025 15h30 EDT | Rapport PDF | Shai Gilgeous-Alexander, 38 Isaiah Hartenstein, 12 Shai Gilgeous-Alexander, 6 | Points Rebonds Passes d.                              | Scotty Pippen Jr., 30 Scotty Pippen Jr., 11 Desmond Bane, 5 |  | FedExForum, Memphis, Tennessee Affluence : 16 667 Arbitres : #19 James Capers, #26 Pat Fraher, #36 Brent Barnaky, #32 Marat Kogut | TNT |
| 26 avril 2025 15h30 EDT | Rapport PDF | Oklahoma City remporte la série 4 à 0.                                        |                                                       |                                                             |  | FedExForum, Memphis, Tennessee Affluence : 16 667 Arbitres : #19 James Capers, #26 Pat Fraher, #36 Brent Barnaky, #32 Marat Kogut | TNT |

#### (2) Rockets de Houston vs. Warriors de Golden State (7)
| 20 avril 2025 21h30 EDT | Rapport PDF | Warriors de Golden State 95, Rockets de Houston 85      | Warriors de Golden State 95, Rockets de Houston 85 | Warriors de Golden State 95, Rockets de Houston 85   |  | Toyota Center, Houston, Texas Affluence : 18 055 Arbitres : #19 James Capers, #46 Ben Taylor, #50 Gediminas Petraitis, #71 Rodney Mott | TNT/TruTV |
| 20 avril 2025 21h30 EDT | Rapport PDF | Score par quart-temps : 18-21, 29-13, 22-26, 26-25      |                                                    |                                                      |  | Toyota Center, Houston, Texas Affluence : 18 055 Arbitres : #19 James Capers, #46 Ben Taylor, #50 Gediminas Petraitis, #71 Rodney Mott | TNT/TruTV |
| 20 avril 2025 21h30 EDT | Rapport PDF | Score par mi-temps : 47-34, 48-51                       |                                                    |                                                      |  | Toyota Center, Houston, Texas Affluence : 18 055 Arbitres : #19 James Capers, #46 Ben Taylor, #50 Gediminas Petraitis, #71 Rodney Mott | TNT/TruTV |
| 20 avril 2025 21h30 EDT | Rapport PDF | Stephen Curry, 31 Brandin Podziemski, 8 Jimmy Butler, 6 | Points Rebonds Passes d.                           | Alperen Şengün, 26 Steven Adams, 12 Fred VanVleet, 7 |  | Toyota Center, Houston, Texas Affluence : 18 055 Arbitres : #19 James Capers, #46 Ben Taylor, #50 Gediminas Petraitis, #71 Rodney Mott | TNT/TruTV |
| 20 avril 2025 21h30 EDT | Rapport PDF | Golden State mène la série 1 à 0.                       |                                                    |                                                      |  | Toyota Center, Houston, Texas Affluence : 18 055 Arbitres : #19 James Capers, #46 Ben Taylor, #50 Gediminas Petraitis, #71 Rodney Mott | TNT/TruTV |

| 23 avril 2025 21h30 EDT | Rapport PDF | Warriors de Golden State 94, Rockets de Houston 109 | Warriors de Golden State 94, Rockets de Houston 109 | Warriors de Golden State 94, Rockets de Houston 109  |  | Toyota Center, Houston, Texas Affluence : 18 055 Arbitres : #16 David Guthrie, #61 Courtney Kirkland, #33 Sean Corbin, #83 Andy Nagy | TNT/TruTV |
| 23 avril 2025 21h30 EDT | Rapport PDF | Score par quart-temps : 18-28, 28-32, 25-27, 23-22  |                                                     |                                                      |  | Toyota Center, Houston, Texas Affluence : 18 055 Arbitres : #16 David Guthrie, #61 Courtney Kirkland, #33 Sean Corbin, #83 Andy Nagy | TNT/TruTV |
| 23 avril 2025 21h30 EDT | Rapport PDF | Score par mi-temps : 46-60, 48-49                   |                                                     |                                                      |  | Toyota Center, Houston, Texas Affluence : 18 055 Arbitres : #16 David Guthrie, #61 Courtney Kirkland, #33 Sean Corbin, #83 Andy Nagy | TNT/TruTV |
| 23 avril 2025 21h30 EDT | Rapport PDF | Stephen Curry, 20 Curry, Green, 5 Stephen Curry, 9  | Points Rebonds Passes d.                            | Jalen Green, 38 Alperen Şengün, 16 Alperen Şengün, 7 |  | Toyota Center, Houston, Texas Affluence : 18 055 Arbitres : #16 David Guthrie, #61 Courtney Kirkland, #33 Sean Corbin, #83 Andy Nagy | TNT/TruTV |
| 23 avril 2025 21h30 EDT | Rapport PDF | Égalité dans la série 1 à 1.                        |                                                     |                                                      |  | Toyota Center, Houston, Texas Affluence : 18 055 Arbitres : #16 David Guthrie, #61 Courtney Kirkland, #33 Sean Corbin, #83 Andy Nagy | TNT/TruTV |

| 26 avril 2025 20h30 EDT | Rapport PDF | Rockets de Houston 93, Warriors de Golden State 104 | Rockets de Houston 93, Warriors de Golden State 104 | Rockets de Houston 93, Warriors de Golden State 104 |  | Chase Center, San Francisco, Californie Affluence : 18 064 Arbitres : #60 James Williams, #24 Kevin Scott, #74 Curtis Blair | ABC |
| 26 avril 2025 20h30 EDT | Rapport PDF | Score par quart-temps : 22-18, 27-28, 22-23, 22-35  |                                                     |                                                     |  | Chase Center, San Francisco, Californie Affluence : 18 064 Arbitres : #60 James Williams, #24 Kevin Scott, #74 Curtis Blair | ABC |
| 26 avril 2025 20h30 EDT | Rapport PDF | Score par mi-temps : 49-46, 44-58                   |                                                     |                                                     |  | Chase Center, San Francisco, Californie Affluence : 18 064 Arbitres : #60 James Williams, #24 Kevin Scott, #74 Curtis Blair | ABC |
| 26 avril 2025 20h30 EDT | Rapport PDF | Fred VanVleet, 17 Alperen Şengün, 11 Jalen Green, 5 | Points Rebonds Passes d.                            | Stephen Curry, 36 Quinten Post, 12 Stephen Curry, 9 |  | Chase Center, San Francisco, Californie Affluence : 18 064 Arbitres : #60 James Williams, #24 Kevin Scott, #74 Curtis Blair | ABC |
| 26 avril 2025 20h30 EDT | Rapport PDF | Golden State mène la série 2 à 1.                   |                                                     |                                                     |  | Chase Center, San Francisco, Californie Affluence : 18 064 Arbitres : #60 James Williams, #24 Kevin Scott, #74 Curtis Blair | ABC |

| 28 avril 2025 22h00 EDT | Rapport PDF | Rockets de Houston 106, Warriors de Golden State 109   | Rockets de Houston 106, Warriors de Golden State 109 | Rockets de Houston 106, Warriors de Golden State 109 |  | Chase Center, San Francisco, Californie Affluence : 18 064 Arbitres : #10 John Goble, #55 Bill Kennedy, #26 Pat Fraher | TNT/TruTV |
| 28 avril 2025 22h00 EDT | Rapport PDF | Score par quart-temps : 26-28, 31-22, 23-32, 26-27     |                                                      |                                                      |  | Chase Center, San Francisco, Californie Affluence : 18 064 Arbitres : #10 John Goble, #55 Bill Kennedy, #26 Pat Fraher | TNT/TruTV |
| 28 avril 2025 22h00 EDT | Rapport PDF | Score par mi-temps : 57-50, 49-59                      |                                                      |                                                      |  | Chase Center, San Francisco, Californie Affluence : 18 064 Arbitres : #10 John Goble, #55 Bill Kennedy, #26 Pat Fraher | TNT/TruTV |
| 28 avril 2025 22h00 EDT | Rapport PDF | Alperen Şengün, 31 Alperen Şengün, 10 Fred VanVleet, 6 | Points Rebonds Passes d.                             | Jimmy Butler, 27 Draymond Green, 8 Jimmy Butler, 6   |  | Chase Center, San Francisco, Californie Affluence : 18 064 Arbitres : #10 John Goble, #55 Bill Kennedy, #26 Pat Fraher | TNT/TruTV |
| 28 avril 2025 22h00 EDT | Rapport PDF | Golden State mène la série 3 à 1.                      |                                                      |                                                      |  | Chase Center, San Francisco, Californie Affluence : 18 064 Arbitres : #10 John Goble, #55 Bill Kennedy, #26 Pat Fraher | TNT/TruTV |

| 30 avril 2025 19h30 EDT | Rapport PDF | Warriors de Golden State 116, Rockets de Houston 131 | Warriors de Golden State 116, Rockets de Houston 131 | Warriors de Golden State 116, Rockets de Houston 131  |  | Toyota Center, Houston, Texas Affluence : 18 055 Arbitres : #15 Zach Zarba, #4 Sean Wright, #3 Nick Buchert, #30 John Butler | TNT/TruTV |
| 30 avril 2025 19h30 EDT | Rapport PDF | Score par quart-temps : 24-40, 25-36, 31-31, 36-24   |                                                      |                                                       |  | Toyota Center, Houston, Texas Affluence : 18 055 Arbitres : #15 Zach Zarba, #4 Sean Wright, #3 Nick Buchert, #30 John Butler | TNT/TruTV |
| 30 avril 2025 19h30 EDT | Rapport PDF | Score par mi-temps : 49-76, 67-55                    |                                                      |                                                       |  | Toyota Center, Houston, Texas Affluence : 18 055 Arbitres : #15 Zach Zarba, #4 Sean Wright, #3 Nick Buchert, #30 John Butler | TNT/TruTV |
| 30 avril 2025 19h30 EDT | Rapport PDF | Moses Moody, 25 Moses Moody, 9 Stephen Curry, 7      | Points Rebonds Passes d.                             | Fred VanVleet, 26 Alperen Şengün, 9 Alperen Şengün, 9 |  | Toyota Center, Houston, Texas Affluence : 18 055 Arbitres : #15 Zach Zarba, #4 Sean Wright, #3 Nick Buchert, #30 John Butler | TNT/TruTV |
| 30 avril 2025 19h30 EDT | Rapport PDF | Golden State mène la série 3 à 2.                    |                                                      |                                                       |  | Toyota Center, Houston, Texas Affluence : 18 055 Arbitres : #15 Zach Zarba, #4 Sean Wright, #3 Nick Buchert, #30 John Butler | TNT/TruTV |

| 2 mai 2025 21h00 EDT | Rapport PDF | Rockets de Houston 115, Warriors de Golden State 107  | Rockets de Houston 115, Warriors de Golden State 107 | Rockets de Houston 115, Warriors de Golden State 107 |  | Chase Center, San Francisco, Californie Affluence : 18 064 Arbitres : #19 James Capers, #27 Mitchell Ervin, #22 JB DeRosa | ESPN |
| 2 mai 2025 21h00 EDT | Rapport PDF | Score par quart-temps : 25-21, 28-27, 33-36, 29-23    |                                                      |                                                      |  | Chase Center, San Francisco, Californie Affluence : 18 064 Arbitres : #19 James Capers, #27 Mitchell Ervin, #22 JB DeRosa | ESPN |
| 2 mai 2025 21h00 EDT | Rapport PDF | Score par mi-temps : 53-48, 62-59                     |                                                      |                                                      |  | Chase Center, San Francisco, Californie Affluence : 18 064 Arbitres : #19 James Capers, #27 Mitchell Ervin, #22 JB DeRosa | ESPN |
| 2 mai 2025 21h00 EDT | Rapport PDF | Fred VanVleet, 29 Alperen Şengün, 14 Fred VanVleet, 8 | Points Rebonds Passes d.                             | Stephen Curry, 29 Jimmy Butler, 9 Jimmy Butler, 8    |  | Chase Center, San Francisco, Californie Affluence : 18 064 Arbitres : #19 James Capers, #27 Mitchell Ervin, #22 JB DeRosa | ESPN |
| 2 mai 2025 21h00 EDT | Rapport PDF | Égalité dans la série 3 à 3.                          |                                                      |                                                      |  | Chase Center, San Francisco, Californie Affluence : 18 064 Arbitres : #19 James Capers, #27 Mitchell Ervin, #22 JB DeRosa | ESPN |

| 4 mai 2025 20h30 EDT | Rapport PDF | Warriors de Golden State 103, Rockets de Houston 89 | Warriors de Golden State 103, Rockets de Houston 89 | Warriors de Golden State 103, Rockets de Houston 89    |  | Toyota Center, Houston, Texas Affluence : 18 055 Arbitres : #25 Tony Brothers, #60 James Williams, #24 Kevin Scott, #54 Ray Acosta | TNT/TruTV |
| 4 mai 2025 20h30 EDT | Rapport PDF | Score par quart-temps : 23-19, 28-20, 19-23, 33-27  |                                                     |                                                        |  | Toyota Center, Houston, Texas Affluence : 18 055 Arbitres : #25 Tony Brothers, #60 James Williams, #24 Kevin Scott, #54 Ray Acosta | TNT/TruTV |
| 4 mai 2025 20h30 EDT | Rapport PDF | Score par mi-temps : 51-39, 52-50                   |                                                     |                                                        |  | Toyota Center, Houston, Texas Affluence : 18 055 Arbitres : #25 Tony Brothers, #60 James Williams, #24 Kevin Scott, #54 Ray Acosta | TNT/TruTV |
| 4 mai 2025 20h30 EDT | Rapport PDF | Buddy Hield, 33 Stephen Curry, 10 Butler, Curry, 5  | Points Rebonds Passes d.                            | Amen Thompson, 24 Alperen Şengün, 14 Alperen Şengün, 5 |  | Toyota Center, Houston, Texas Affluence : 18 055 Arbitres : #25 Tony Brothers, #60 James Williams, #24 Kevin Scott, #54 Ray Acosta | TNT/TruTV |
| 4 mai 2025 20h30 EDT | Rapport PDF | Golden State remporte la série 4 à 3.               |                                                     |                                                        |  | Toyota Center, Houston, Texas Affluence : 18 055 Arbitres : #25 Tony Brothers, #60 James Williams, #24 Kevin Scott, #54 Ray Acosta | TNT/TruTV |

#### (3) Lakers de Los Angeles vs. Timberwolves du Minnesota (6)
| 19 avril 2025 20h30 EDT | Rapport PDF | Timberwolves du Minnesota 117, Lakers de Los Angeles 95   | Timberwolves du Minnesota 117, Lakers de Los Angeles 95 | Timberwolves du Minnesota 117, Lakers de Los Angeles 95 |  | Crypto.com Arena, Los Angeles, Californie Affluence : 18 997 Arbitres : #8 Marc Davis, #39 Tyler Ford, #45 Brian Forte | ABC |
| 19 avril 2025 20h30 EDT | Rapport PDF | Score par quart-temps : 21-28, 38-20, 35-30, 23-17        |                                                         |                                                         |  | Crypto.com Arena, Los Angeles, Californie Affluence : 18 997 Arbitres : #8 Marc Davis, #39 Tyler Ford, #45 Brian Forte | ABC |
| 19 avril 2025 20h30 EDT | Rapport PDF | Score par mi-temps : 59-48, 58-47                         |                                                         |                                                         |  | Crypto.com Arena, Los Angeles, Californie Affluence : 18 997 Arbitres : #8 Marc Davis, #39 Tyler Ford, #45 Brian Forte | ABC |
| 19 avril 2025 20h30 EDT | Rapport PDF | Jaden McDaniels, 25 Jaden McDaniels, 9 Anthony Edwards, 9 | Points Rebonds Passes d.                                | Luka Dončić, 37 Luka Dončić, 8 James, Reaves, 3         |  | Crypto.com Arena, Los Angeles, Californie Affluence : 18 997 Arbitres : #8 Marc Davis, #39 Tyler Ford, #45 Brian Forte | ABC |
| 19 avril 2025 20h30 EDT | Rapport PDF | Minnesota mène la série 1 à 0.                            |                                                         |                                                         |  | Crypto.com Arena, Los Angeles, Californie Affluence : 18 997 Arbitres : #8 Marc Davis, #39 Tyler Ford, #45 Brian Forte | ABC |

| 22 avril 2025 22h00 EDT | Rapport PDF | Timberwolves du Minnesota 85, Lakers de Los Angeles 94 | Timberwolves du Minnesota 85, Lakers de Los Angeles 94 | Timberwolves du Minnesota 85, Lakers de Los Angeles 94 |  | Crypto.com Arena, Los Angeles, Californie Affluence : 18 997 Arbitres : #19 James Capers, #46 Ben Taylor, #64 Justin Van Duyne | TNT/TruTV |
| 22 avril 2025 22h00 EDT | Rapport PDF | Score par quart-temps : 15-34, 28-24, 22-23, 20-13     |                                                        |                                                        |  | Crypto.com Arena, Los Angeles, Californie Affluence : 18 997 Arbitres : #19 James Capers, #46 Ben Taylor, #64 Justin Van Duyne | TNT/TruTV |
| 22 avril 2025 22h00 EDT | Rapport PDF | Score par mi-temps : 43-58, 42-36                      |                                                        |                                                        |  | Crypto.com Arena, Los Angeles, Californie Affluence : 18 997 Arbitres : #19 James Capers, #46 Ben Taylor, #64 Justin Van Duyne | TNT/TruTV |
| 22 avril 2025 22h00 EDT | Rapport PDF | Julius Randle, 27 Trois joueurs, 6 Julius Randle, 6    | Points Rebonds Passes d.                               | Luka Dončić, 31 Luka Dončić, 12 Luka Dončić, 9         |  | Crypto.com Arena, Los Angeles, Californie Affluence : 18 997 Arbitres : #19 James Capers, #46 Ben Taylor, #64 Justin Van Duyne | TNT/TruTV |
| 22 avril 2025 22h00 EDT | Rapport PDF | Égalité dans la série 1 à 1.                           |                                                        |                                                        |  | Crypto.com Arena, Los Angeles, Californie Affluence : 18 997 Arbitres : #19 James Capers, #46 Ben Taylor, #64 Justin Van Duyne | TNT/TruTV |

| 25 avril 2025 21h30 EDT | Rapport PDF | Lakers de Los Angeles 104, Timberwolves du Minnesota 116 | Lakers de Los Angeles 104, Timberwolves du Minnesota 116 | Lakers de Los Angeles 104, Timberwolves du Minnesota 116  |  | Target Center, Minneapolis, Minnesota Affluence : 19 312 Arbitres : #25 Tony Brothers, #29 Mark Lindsay, #50 Gediminas Petraitis, #83 Andy Nagy | ESPN |
| 25 avril 2025 21h30 EDT | Rapport PDF | Score par quart-temps : 26-32, 32-22, 26-32, 20-30       |                                                          |                                                           |  | Target Center, Minneapolis, Minnesota Affluence : 19 312 Arbitres : #25 Tony Brothers, #29 Mark Lindsay, #50 Gediminas Petraitis, #83 Andy Nagy | ESPN |
| 25 avril 2025 21h30 EDT | Rapport PDF | Score par mi-temps : 58-54, 46-62                        |                                                          |                                                           |  | Target Center, Minneapolis, Minnesota Affluence : 19 312 Arbitres : #25 Tony Brothers, #29 Mark Lindsay, #50 Gediminas Petraitis, #83 Andy Nagy | ESPN |
| 25 avril 2025 21h30 EDT | Rapport PDF | LeBron James, 38 LeBron James, 10 Luka Dončić, 8         | Points Rebonds Passes d.                                 | Jaden McDaniels, 30 Anthony Edwards, 8 Anthony Edwards, 8 |  | Target Center, Minneapolis, Minnesota Affluence : 19 312 Arbitres : #25 Tony Brothers, #29 Mark Lindsay, #50 Gediminas Petraitis, #83 Andy Nagy | ESPN |
| 25 avril 2025 21h30 EDT | Rapport PDF | Minnesota mène la série 2 à 1.                           |                                                          |                                                           |  | Target Center, Minneapolis, Minnesota Affluence : 19 312 Arbitres : #25 Tony Brothers, #29 Mark Lindsay, #50 Gediminas Petraitis, #83 Andy Nagy | ESPN |

| 27 avril 2025 15h30 EDT | Rapport PDF | Lakers de Los Angeles 113, Timberwolves du Minnesota 116 | Lakers de Los Angeles 113, Timberwolves du Minnesota 116 | Lakers de Los Angeles 113, Timberwolves du Minnesota 116   |  | Target Center, Minneapolis, Minnesota Affluence : 19 289 Arbitres : #58 Josh Tiven, #27 Mitchell Ervin, #33 Sean Corbin, #68 Jacyn Goble | ABC |
| 27 avril 2025 15h30 EDT | Rapport PDF | Score par quart-temps : 32-28, 26-33, 36-23, 19-32       |                                                          |                                                            |  | Target Center, Minneapolis, Minnesota Affluence : 19 289 Arbitres : #58 Josh Tiven, #27 Mitchell Ervin, #33 Sean Corbin, #68 Jacyn Goble | ABC |
| 27 avril 2025 15h30 EDT | Rapport PDF | Score par mi-temps : 58-61, 55-55                        |                                                          |                                                            |  | Target Center, Minneapolis, Minnesota Affluence : 19 289 Arbitres : #58 Josh Tiven, #27 Mitchell Ervin, #33 Sean Corbin, #68 Jacyn Goble | ABC |
| 27 avril 2025 15h30 EDT | Rapport PDF | Luka Dončić, 38 LeBron James, 12 LeBron James, 8         | Points Rebonds Passes d.                                 | Anthony Edwards, 43 Jaden McDaniels, 11 Anthony Edwards, 6 |  | Target Center, Minneapolis, Minnesota Affluence : 19 289 Arbitres : #58 Josh Tiven, #27 Mitchell Ervin, #33 Sean Corbin, #68 Jacyn Goble | ABC |
| 27 avril 2025 15h30 EDT | Rapport PDF | Minnesota mène la série 3 à 1.                           |                                                          |                                                            |  | Target Center, Minneapolis, Minnesota Affluence : 19 289 Arbitres : #58 Josh Tiven, #27 Mitchell Ervin, #33 Sean Corbin, #68 Jacyn Goble | ABC |

| 30 avril 2025 22h00 EDT | Rapport PDF | Timberwolves du Minnesota 103, Lakers de Los Angeles 96 | Timberwolves du Minnesota 103, Lakers de Los Angeles 96 | Timberwolves du Minnesota 103, Lakers de Los Angeles 96 |  | Crypto.com Arena, Los Angeles, Californie Affluence : 18 997 Arbitres : #10 John Goble, #60 James Williams, #54 Ray Acosta | TNT/TruTV |
| 30 avril 2025 22h00 EDT | Rapport PDF | Score par quart-temps : 31-22, 28-27, 22-31, 22-16      |                                                         |                                                         |  | Crypto.com Arena, Los Angeles, Californie Affluence : 18 997 Arbitres : #10 John Goble, #60 James Williams, #54 Ray Acosta | TNT/TruTV |
| 30 avril 2025 22h00 EDT | Rapport PDF | Score par mi-temps : 59-49, 44-47                       |                                                         |                                                         |  | Crypto.com Arena, Los Angeles, Californie Affluence : 18 997 Arbitres : #10 John Goble, #60 James Williams, #54 Ray Acosta | TNT/TruTV |
| 30 avril 2025 22h00 EDT | Rapport PDF | Rudy Gobert, 27 Rudy Gobert, 24 Anthony Edwards, 8      | Points Rebonds Passes d.                                | Luka Dončić, 28 Trois joueurs, 7 Luka Dončić, 9         |  | Crypto.com Arena, Los Angeles, Californie Affluence : 18 997 Arbitres : #10 John Goble, #60 James Williams, #54 Ray Acosta | TNT/TruTV |
| 30 avril 2025 22h00 EDT | Rapport PDF | Minnesota remporte la série 4 à 1.                      |                                                         |                                                         |  | Crypto.com Arena, Los Angeles, Californie Affluence : 18 997 Arbitres : #10 John Goble, #60 James Williams, #54 Ray Acosta | TNT/TruTV |

#### (4) Nuggets de Denver vs. Clippers de Los Angeles (5)
| 19 avril 2025 15h30 EDT | Rapport PDF | Clippers de Los Angeles 110, Nuggets de Denver 112                        | Clippers de Los Angeles 110, Nuggets de Denver 112 | Clippers de Los Angeles 110, Nuggets de Denver 112 | OT | Ball Arena, Denver, Colorado Affluence : 19 973 Arbitres : #60 James Williams, #24 Kevin Scott, #29 Mark Lindsay, #32 Marat Kogut | ESPN |
| 19 avril 2025 15h30 EDT | Rapport PDF | Score par quart-temps : 35-27, 18-22, 22-23, 23-26 ; prolongation : 12-14 |                                                    |                                                    | OT | Ball Arena, Denver, Colorado Affluence : 19 973 Arbitres : #60 James Williams, #24 Kevin Scott, #29 Mark Lindsay, #32 Marat Kogut | ESPN |
| 19 avril 2025 15h30 EDT | Rapport PDF | Score par mi-temps : 53-49, 45-49                                         |                                                    |                                                    | OT | Ball Arena, Denver, Colorado Affluence : 19 973 Arbitres : #60 James Williams, #24 Kevin Scott, #29 Mark Lindsay, #32 Marat Kogut | ESPN |
| 19 avril 2025 15h30 EDT | Rapport PDF | James Harden, 32 Ivica Zubac, 13 James Harden, 11                         | Points Rebonds Passes d.                           | Nikola Jokić, 29 Jokić, Murray, 9 Nikola Jokić, 12 | OT | Ball Arena, Denver, Colorado Affluence : 19 973 Arbitres : #60 James Williams, #24 Kevin Scott, #29 Mark Lindsay, #32 Marat Kogut | ESPN |
| 19 avril 2025 15h30 EDT | Rapport PDF | Denver mène la série 1 à 0.                                               |                                                    |                                                    | OT | Ball Arena, Denver, Colorado Affluence : 19 973 Arbitres : #60 James Williams, #24 Kevin Scott, #29 Mark Lindsay, #32 Marat Kogut | ESPN |

| 21 avril 2025 22h00 EDT | Rapport PDF | Clippers de Los Angeles 105, Nuggets de Denver 102 | Clippers de Los Angeles 105, Nuggets de Denver 102 | Clippers de Los Angeles 105, Nuggets de Denver 102       |  | Ball Arena, Denver, Colorado Affluence : 19 989 Arbitres : #8 Marc Davis, #39 Tyler Ford, #14 Ed Malloy, #32 Marat Kogut | TNT/TruTV |
| 21 avril 2025 22h00 EDT | Rapport PDF | Score par quart-temps : 25-31, 30-21, 23-24, 27-26 |                                                    |                                                          |  | Ball Arena, Denver, Colorado Affluence : 19 989 Arbitres : #8 Marc Davis, #39 Tyler Ford, #14 Ed Malloy, #32 Marat Kogut | TNT/TruTV |
| 21 avril 2025 22h00 EDT | Rapport PDF | Score par mi-temps : 55-52, 50-50                  |                                                    |                                                          |  | Ball Arena, Denver, Colorado Affluence : 19 989 Arbitres : #8 Marc Davis, #39 Tyler Ford, #14 Ed Malloy, #32 Marat Kogut | TNT/TruTV |
| 21 avril 2025 22h00 EDT | Rapport PDF | Kawhi Leonard, 39 Ivica Zubac, 12 James Harden, 7  | Points Rebonds Passes d.                           | Nikola Jokić, 26 Michael Porter Jr., 15 Nikola Jokić, 10 |  | Ball Arena, Denver, Colorado Affluence : 19 989 Arbitres : #8 Marc Davis, #39 Tyler Ford, #14 Ed Malloy, #32 Marat Kogut | TNT/TruTV |
| 21 avril 2025 22h00 EDT | Rapport PDF | Égalité dans la série 1 à 1.                       |                                                    |                                                          |  | Ball Arena, Denver, Colorado Affluence : 19 989 Arbitres : #8 Marc Davis, #39 Tyler Ford, #14 Ed Malloy, #32 Marat Kogut | TNT/TruTV |

| 24 avril 2025 22h00 EDT | Rapport PDF | Nuggets de Denver 83, Clippers de Los Angeles 117  | Nuggets de Denver 83, Clippers de Los Angeles 117 | Nuggets de Denver 83, Clippers de Los Angeles 117   |  | Intuit Dome, Los Angeles, Californie Affluence : 17 927 Arbitres : #19 James Capers, #46 Ben Taylor, #54 Ray Acosta | NBA TV |
| 24 avril 2025 22h00 EDT | Rapport PDF | Score par quart-temps : 28-35, 19-30, 23-25, 13-27 |                                                   |                                                     |  | Intuit Dome, Los Angeles, Californie Affluence : 17 927 Arbitres : #19 James Capers, #46 Ben Taylor, #54 Ray Acosta | NBA TV |
| 24 avril 2025 22h00 EDT | Rapport PDF | Score par mi-temps : 47-65, 36-52                  |                                                   |                                                     |  | Intuit Dome, Los Angeles, Californie Affluence : 17 927 Arbitres : #19 James Capers, #46 Ben Taylor, #54 Ray Acosta | NBA TV |
| 24 avril 2025 22h00 EDT | Rapport PDF | Jokić, Murray, 23 Nikola Jokić, 13                 | Points Rebonds Passes d.                          | Kawhi Leonard, 21 Kawhi Leonard, 11 James Harden, 9 |  | Intuit Dome, Los Angeles, Californie Affluence : 17 927 Arbitres : #19 James Capers, #46 Ben Taylor, #54 Ray Acosta | NBA TV |
| 24 avril 2025 22h00 EDT | Rapport PDF | L.A. Clippers mène la série 2 à 1.                 |                                                   |                                                     |  | Intuit Dome, Los Angeles, Californie Affluence : 17 927 Arbitres : #19 James Capers, #46 Ben Taylor, #54 Ray Acosta | NBA TV |

| 26 avril 2025 18h00 EDT | Rapport PDF | Nuggets de Denver 101, Clippers de Los Angeles 99  | Nuggets de Denver 101, Clippers de Los Angeles 99 | Nuggets de Denver 101, Clippers de Los Angeles 99  |  | Intuit Dome, Los Angeles, Californie Affluence : 17 927 Arbitres : #15 Zach Zarba, #4 Sean Wright, #3 Nick Buchert | TNT |
| 26 avril 2025 18h00 EDT | Rapport PDF | Score par quart-temps : 27-22, 23-26, 35-17, 16-34 |                                                   |                                                    |  | Intuit Dome, Los Angeles, Californie Affluence : 17 927 Arbitres : #15 Zach Zarba, #4 Sean Wright, #3 Nick Buchert | TNT |
| 26 avril 2025 18h00 EDT | Rapport PDF | Score par mi-temps : 50-48, 51-51                  |                                                   |                                                    |  | Intuit Dome, Los Angeles, Californie Affluence : 17 927 Arbitres : #15 Zach Zarba, #4 Sean Wright, #3 Nick Buchert | TNT |
| 26 avril 2025 18h00 EDT | Rapport PDF | Nikola Jokić, 36 Nikola Jokić, 21 Nikola Jokić, 8  | Points Rebonds Passes d.                          | Kawhi Leonard, 24 Ivica Zubac, 12 James Harden, 11 |  | Intuit Dome, Los Angeles, Californie Affluence : 17 927 Arbitres : #15 Zach Zarba, #4 Sean Wright, #3 Nick Buchert | TNT |
| 26 avril 2025 18h00 EDT | Rapport PDF | Égalité dans la série 2 à 2.                       |                                                   |                                                    |  | Intuit Dome, Los Angeles, Californie Affluence : 17 927 Arbitres : #15 Zach Zarba, #4 Sean Wright, #3 Nick Buchert | TNT |

| 29 avril 2025 22h00 EDT | Rapport PDF | Clippers de Los Angeles 115, Nuggets de Denver 131 | Clippers de Los Angeles 115, Nuggets de Denver 131 | Clippers de Los Angeles 115, Nuggets de Denver 131    |  | Ball Arena, Denver, Colorado Affluence : 20 005 Arbitres : #58 Josh Tiven, #27 Mitchell Ervin, #77 Karl Lane, #36 Brent Barnaky | TNT/TruTV |
| 29 avril 2025 22h00 EDT | Rapport PDF | Score par quart-temps : 23-35, 36-32, 24-32, 32-32 |                                                    |                                                       |  | Ball Arena, Denver, Colorado Affluence : 20 005 Arbitres : #58 Josh Tiven, #27 Mitchell Ervin, #77 Karl Lane, #36 Brent Barnaky | TNT/TruTV |
| 29 avril 2025 22h00 EDT | Rapport PDF | Score par mi-temps : 59-67, 56-64                  |                                                    |                                                       |  | Ball Arena, Denver, Colorado Affluence : 20 005 Arbitres : #58 Josh Tiven, #27 Mitchell Ervin, #77 Karl Lane, #36 Brent Barnaky | TNT/TruTV |
| 29 avril 2025 22h00 EDT | Rapport PDF | Ivica Zubac, 27 Kawhi Leonard, 9 Kawhi Leonard, 11 | Points Rebonds Passes d.                           | Jamal Murray, 43 Christian Braun, 12 Nikola Jokić, 12 |  | Ball Arena, Denver, Colorado Affluence : 20 005 Arbitres : #58 Josh Tiven, #27 Mitchell Ervin, #77 Karl Lane, #36 Brent Barnaky | TNT/TruTV |
| 29 avril 2025 22h00 EDT | Rapport PDF | Denver mène la série 3 à 2.                        |                                                    |                                                       |  | Ball Arena, Denver, Colorado Affluence : 20 005 Arbitres : #58 Josh Tiven, #27 Mitchell Ervin, #77 Karl Lane, #36 Brent Barnaky | TNT/TruTV |

| 1er mai 2025 22h00 EDT | Rapport PDF | Nuggets de Denver 105, Clippers de Los Angeles 111      | Nuggets de Denver 105, Clippers de Los Angeles 111 | Nuggets de Denver 105, Clippers de Los Angeles 111 |  | Intuit Dome, Los Angeles, Californie Affluence : 17 927 Arbitres : #16 David Guthrie, #39 Tyler Ford, #74 Curtis Blair | TNT/TruTV |
| 1er mai 2025 22h00 EDT | Rapport PDF | Score par quart-temps : 28-25, 29-33, 22-32, 26-21      |                                                    |                                                    |  | Intuit Dome, Los Angeles, Californie Affluence : 17 927 Arbitres : #16 David Guthrie, #39 Tyler Ford, #74 Curtis Blair | TNT/TruTV |
| 1er mai 2025 22h00 EDT | Rapport PDF | Score par mi-temps : 57-58, 48-53                       |                                                    |                                                    |  | Intuit Dome, Los Angeles, Californie Affluence : 17 927 Arbitres : #16 David Guthrie, #39 Tyler Ford, #74 Curtis Blair | TNT/TruTV |
| 1er mai 2025 22h00 EDT | Rapport PDF | Nikola Jokić, 25 Russell Westbrook, 10 Jokić, Murray, 8 | Points Rebonds Passes d.                           | James Harden, 28 Kawhi Leonard, 10 James Harden, 8 |  | Intuit Dome, Los Angeles, Californie Affluence : 17 927 Arbitres : #16 David Guthrie, #39 Tyler Ford, #74 Curtis Blair | TNT/TruTV |
| 1er mai 2025 22h00 EDT | Rapport PDF | Égalité dans la série 3 à 3.                            |                                                    |                                                    |  | Intuit Dome, Los Angeles, Californie Affluence : 17 927 Arbitres : #16 David Guthrie, #39 Tyler Ford, #74 Curtis Blair | TNT/TruTV |

| 3 mai 2025 19h30 EDT |                                                    | Clippers de Los Angeles 101, Nuggets de Denver 120 | Clippers de Los Angeles 101, Nuggets de Denver 120 | Clippers de Los Angeles 101, Nuggets de Denver 120 |  | Ball Arena, Denver, Colorado Affluence : 19 995 Arbitres : #8 Marc Davis, #61 Courtney Kirkland, #46 Ben Taylor, #64 Justin Van Duyne | TNT/TruTV |
| 3 mai 2025 19h30 EDT | Score par quart-temps : 26-21, 21-37, 19-35, 35-27 |                                                    |                                                    |                                                    |  | Ball Arena, Denver, Colorado Affluence : 19 995 Arbitres : #8 Marc Davis, #61 Courtney Kirkland, #46 Ben Taylor, #64 Justin Van Duyne | TNT/TruTV |
| 3 mai 2025 19h30 EDT | Score par mi-temps : 47-58, 54-62                  |                                                    |                                                    |                                                    |  | Ball Arena, Denver, Colorado Affluence : 19 995 Arbitres : #8 Marc Davis, #61 Courtney Kirkland, #46 Ben Taylor, #64 Justin Van Duyne | TNT/TruTV |
| 3 mai 2025 19h30 EDT | Kawhi Leonard, 22 Ivica Zubac, 14 James Harden, 13 | Points Rebonds Passes d.                           | Aaron Gordon, 22 Nikola Jokić, 10 Nikola Jokić, 8  |                                                    |  | Ball Arena, Denver, Colorado Affluence : 19 995 Arbitres : #8 Marc Davis, #61 Courtney Kirkland, #46 Ben Taylor, #64 Justin Van Duyne | TNT/TruTV |
| 3 mai 2025 19h30 EDT | Denver remporte la série 4 à 3.                    |                                                    |                                                    |                                                    |  | Ball Arena, Denver, Colorado Affluence : 19 995 Arbitres : #8 Marc Davis, #61 Courtney Kirkland, #46 Ben Taylor, #64 Justin Van Duyne | TNT/TruTV |

## Demi-finales de conférence

### Conférence Est

#### (1) Cavaliers de Cleveland vs. Pacers de l'Indiana (4)
| 4 mai 2025 18h00 EDT | Rapport PDF | Pacers de l'Indiana 121, Cavaliers de Cleveland 112        | Pacers de l'Indiana 121, Cavaliers de Cleveland 112 | Pacers de l'Indiana 121, Cavaliers de Cleveland 112 |  | Rocket Arena, Cleveland, Ohio Affluence : 19 432 Arbitres : #15 Zach Zarba, #4 Sean Wright, #50 Gediminas Petraitis, #23 Tre Maddox | TNT/TruTV |
| 4 mai 2025 18h00 EDT | Rapport PDF | Score par quart-temps : 36-25, 28-33, 28-32, 29-22         |                                                     |                                                     |  | Rocket Arena, Cleveland, Ohio Affluence : 19 432 Arbitres : #15 Zach Zarba, #4 Sean Wright, #50 Gediminas Petraitis, #23 Tre Maddox | TNT/TruTV |
| 4 mai 2025 18h00 EDT | Rapport PDF | Score par mi-temps : 64-58, 57-54                          |                                                     |                                                     |  | Rocket Arena, Cleveland, Ohio Affluence : 19 432 Arbitres : #15 Zach Zarba, #4 Sean Wright, #50 Gediminas Petraitis, #23 Tre Maddox | TNT/TruTV |
| 4 mai 2025 18h00 EDT | Rapport PDF | Andrew Nembhard, 23 Myles Turner, 11 Tyrese Haliburton, 13 | Points Rebonds Passes d.                            | Donovan Mitchell, 33 Evan Mobley, 10 Ty Jerome, 8   |  | Rocket Arena, Cleveland, Ohio Affluence : 19 432 Arbitres : #15 Zach Zarba, #4 Sean Wright, #50 Gediminas Petraitis, #23 Tre Maddox | TNT/TruTV |
| 4 mai 2025 18h00 EDT | Rapport PDF | Indiana mène la série 1 à 0.                               |                                                     |                                                     |  | Rocket Arena, Cleveland, Ohio Affluence : 19 432 Arbitres : #15 Zach Zarba, #4 Sean Wright, #50 Gediminas Petraitis, #23 Tre Maddox | TNT/TruTV |

| 6 mai 2025 19h00 EDT | Rapport PDF | Pacers de l'Indiana 120, Cavaliers de Cleveland 119          | Pacers de l'Indiana 120, Cavaliers de Cleveland 119 | Pacers de l'Indiana 120, Cavaliers de Cleveland 119        |  | Rocket Arena, Cleveland, Ohio Affluence : 19 432 Arbitres : #25 Tony Brothers, #16 David Guthrie, #3 Nick Buchert, #37 Eric Dalen | TNT/TruTV |
| 6 mai 2025 19h00 EDT | Rapport PDF | Score par quart-temps : 15-32, 35-29, 34-37, 36-21           |                                                     |                                                            |  | Rocket Arena, Cleveland, Ohio Affluence : 19 432 Arbitres : #25 Tony Brothers, #16 David Guthrie, #3 Nick Buchert, #37 Eric Dalen | TNT/TruTV |
| 6 mai 2025 19h00 EDT | Rapport PDF | Score par mi-temps : 50-61, 70-58                            |                                                     |                                                            |  | Rocket Arena, Cleveland, Ohio Affluence : 19 432 Arbitres : #25 Tony Brothers, #16 David Guthrie, #3 Nick Buchert, #37 Eric Dalen | TNT/TruTV |
| 6 mai 2025 19h00 EDT | Rapport PDF | Nesmith, Turner, 23 Tyrese Haliburton, 9 Andrew Nembhard, 13 | Points Rebonds Passes d.                            | Donovan Mitchell, 49 Jarrett Allen, 12 Donovan Mitchell, 9 |  | Rocket Arena, Cleveland, Ohio Affluence : 19 432 Arbitres : #25 Tony Brothers, #16 David Guthrie, #3 Nick Buchert, #37 Eric Dalen | TNT/TruTV |
| 6 mai 2025 19h00 EDT | Rapport PDF | Indiana mène la série 2 à 0.                                 |                                                     |                                                            |  | Rocket Arena, Cleveland, Ohio Affluence : 19 432 Arbitres : #25 Tony Brothers, #16 David Guthrie, #3 Nick Buchert, #37 Eric Dalen | TNT/TruTV |

| 9 mai 2025 19h30 EDT | Rapport PDF | Cavaliers de Cleveland 126, Pacers de l'Indiana 104 | Cavaliers de Cleveland 126, Pacers de l'Indiana 104 | Cavaliers de Cleveland 126, Pacers de l'Indiana 104        |  | Gainbridge Fieldhouse, Indianapolis, Indiana Affluence : 17 274 Arbitres : #8 Marc Davis, #58 Josh Tiven, #55 Bill Kennedy, #36 Brent Barnaky | ESPN |
| 9 mai 2025 19h30 EDT | Rapport PDF | Score par quart-temps : 32-32, 34-13, 31-34, 29-25  |                                                     |                                                            |  | Gainbridge Fieldhouse, Indianapolis, Indiana Affluence : 17 274 Arbitres : #8 Marc Davis, #58 Josh Tiven, #55 Bill Kennedy, #36 Brent Barnaky | ESPN |
| 9 mai 2025 19h30 EDT | Rapport PDF | Score par mi-temps : 66-45, 60-59                   |                                                     |                                                            |  | Gainbridge Fieldhouse, Indianapolis, Indiana Affluence : 17 274 Arbitres : #8 Marc Davis, #58 Josh Tiven, #55 Bill Kennedy, #36 Brent Barnaky | ESPN |
| 9 mai 2025 19h30 EDT | Rapport PDF | Donovan Mitchell, 43 Evan Mobley, 13 Max Strus, 7   | Points Rebonds Passes d.                            | Bennedict Mathurin, 23 Aaron Nesmith, 7 T. J. McConnell, 7 |  | Gainbridge Fieldhouse, Indianapolis, Indiana Affluence : 17 274 Arbitres : #8 Marc Davis, #58 Josh Tiven, #55 Bill Kennedy, #36 Brent Barnaky | ESPN |
| 9 mai 2025 19h30 EDT | Rapport PDF | Indiana mène la série 2 à 1.                        |                                                     |                                                            |  | Gainbridge Fieldhouse, Indianapolis, Indiana Affluence : 17 274 Arbitres : #8 Marc Davis, #58 Josh Tiven, #55 Bill Kennedy, #36 Brent Barnaky | ESPN |

| 11 mai 2025 20h00 EDT | Rapport PDF | Cavaliers de Cleveland 109, Pacers de l'Indiana 129     | Cavaliers de Cleveland 109, Pacers de l'Indiana 129 | Cavaliers de Cleveland 109, Pacers de l'Indiana 129  |  | Gainbridge Fieldhouse, Indianapolis, Indiana Affluence : 17 274 Arbitres : #10 John Goble, #24 Kevin Scott, #74 Curtis Blair, #36 Brent Barnaky | TNT/TruTV |
| 11 mai 2025 20h00 EDT | Rapport PDF | Score par quart-temps : 23-38, 16-42, 38-29, 32-20      |                                                     |                                                      |  | Gainbridge Fieldhouse, Indianapolis, Indiana Affluence : 17 274 Arbitres : #10 John Goble, #24 Kevin Scott, #74 Curtis Blair, #36 Brent Barnaky | TNT/TruTV |
| 11 mai 2025 20h00 EDT | Rapport PDF | Score par mi-temps : 39-80, 70-49                       |                                                     |                                                      |  | Gainbridge Fieldhouse, Indianapolis, Indiana Affluence : 17 274 Arbitres : #10 John Goble, #24 Kevin Scott, #74 Curtis Blair, #36 Brent Barnaky | TNT/TruTV |
| 11 mai 2025 20h00 EDT | Rapport PDF | Darius Garland, 21 Strus, Thompson, 6 Darius Garland, 6 | Points Rebonds Passes d.                            | Pascal Siakam, 21 Myles Turner, 7 T. J. McConnell, 8 |  | Gainbridge Fieldhouse, Indianapolis, Indiana Affluence : 17 274 Arbitres : #10 John Goble, #24 Kevin Scott, #74 Curtis Blair, #36 Brent Barnaky | TNT/TruTV |
| 11 mai 2025 20h00 EDT | Rapport PDF | Indiana mène la série 3 à 1.                            |                                                     |                                                      |  | Gainbridge Fieldhouse, Indianapolis, Indiana Affluence : 17 274 Arbitres : #10 John Goble, #24 Kevin Scott, #74 Curtis Blair, #36 Brent Barnaky | TNT/TruTV |

| 13 mai 2025 19h00 EDT | Rapport PDF | Pacers de l'Indiana 114, Cavaliers de Cleveland 105          | Pacers de l'Indiana 114, Cavaliers de Cleveland 105 | Pacers de l'Indiana 114, Cavaliers de Cleveland 105    |  | Rocket Arena, Cleveland, Ohio Affluence : 19 432 Arbitres : #19 James Capers, #46 Ben Taylor, #29 Mark Lindsay, #22 JB DeRosa | TNT/TruTV |
| 13 mai 2025 19h00 EDT | Rapport PDF | Score par quart-temps : 19-31, 33-25, 33-20, 29-29           |                                                     |                                                        |  | Rocket Arena, Cleveland, Ohio Affluence : 19 432 Arbitres : #19 James Capers, #46 Ben Taylor, #29 Mark Lindsay, #22 JB DeRosa | TNT/TruTV |
| 13 mai 2025 19h00 EDT | Rapport PDF | Score par mi-temps : 52-56, 62-49                            |                                                     |                                                        |  | Rocket Arena, Cleveland, Ohio Affluence : 19 432 Arbitres : #19 James Capers, #46 Ben Taylor, #29 Mark Lindsay, #22 JB DeRosa | TNT/TruTV |
| 13 mai 2025 19h00 EDT | Rapport PDF | Tyrese Haliburton, 31 Aaron Nesmith, 13 Tyrese Haliburton, 8 | Points Rebonds Passes d.                            | Donovan Mitchell, 35 Evan Mobley, 11 Darius Garland, 3 |  | Rocket Arena, Cleveland, Ohio Affluence : 19 432 Arbitres : #19 James Capers, #46 Ben Taylor, #29 Mark Lindsay, #22 JB DeRosa | TNT/TruTV |
| 13 mai 2025 19h00 EDT | Rapport PDF | Indiana remporte la série 4 à 1.                             |                                                     |                                                        |  | Rocket Arena, Cleveland, Ohio Affluence : 19 432 Arbitres : #19 James Capers, #46 Ben Taylor, #29 Mark Lindsay, #22 JB DeRosa | TNT/TruTV |

#### (2) Celtics de Boston vs. Knicks de New York (3)
| 5 mai 2025 19h00 EDT | Rapport PDF | Knicks de New York 108, Celtics de Boston 105                           | Knicks de New York 108, Celtics de Boston 105 | Knicks de New York 108, Celtics de Boston 105     | OT | TD Garden, Boston, Massachusetts Affluence : 19 156 Arbitres : #8 Marc Davis, #46 Ben Taylor, #22 JB DeRosa | TNT/TruTV |
| 5 mai 2025 19h00 EDT | Rapport PDF | Score par quart-temps : 25-26, 20-35, 30-23, 25-16 ; prolongation : 8-5 |                                               |                                                   | OT | TD Garden, Boston, Massachusetts Affluence : 19 156 Arbitres : #8 Marc Davis, #46 Ben Taylor, #22 JB DeRosa | TNT/TruTV |
| 5 mai 2025 19h00 EDT | Rapport PDF | Score par mi-temps : 45-61, 55-39                                       |                                               |                                                   | OT | TD Garden, Boston, Massachusetts Affluence : 19 156 Arbitres : #8 Marc Davis, #46 Ben Taylor, #22 JB DeRosa | TNT/TruTV |
| 5 mai 2025 19h00 EDT | Rapport PDF | Anunoby, Brunson, 29 Karl-Anthony Towns, 13 Mikal Bridges, 7            | Points Rebonds Passes d.                      | Brown, Tatum, 23 Jayson Tatum, 16 Jayson Tatum, 6 | OT | TD Garden, Boston, Massachusetts Affluence : 19 156 Arbitres : #8 Marc Davis, #46 Ben Taylor, #22 JB DeRosa | TNT/TruTV |
| 5 mai 2025 19h00 EDT | Rapport PDF | New York mène la série 1 à 0.                                           |                                               |                                                   | OT | TD Garden, Boston, Massachusetts Affluence : 19 156 Arbitres : #8 Marc Davis, #46 Ben Taylor, #22 JB DeRosa | TNT/TruTV |

| 7 mai 2025 19h00 EDT | Rapport PDF | Knicks de New York 91, Celtics de Boston 90           | Knicks de New York 91, Celtics de Boston 90 | Knicks de New York 91, Celtics de Boston 90        |  | TD Garden, Boston, Massachusetts Affluence : 19 156 Arbitres : #19 James Capers, #24 Kevin Scott, #29 Mark Lindsay | TNT/TruTV |
| 7 mai 2025 19h00 EDT | Rapport PDF | Score par quart-temps : 13-24, 28-26, 20-23, 30-17    |                                             |                                                    |  | TD Garden, Boston, Massachusetts Affluence : 19 156 Arbitres : #19 James Capers, #24 Kevin Scott, #29 Mark Lindsay | TNT/TruTV |
| 7 mai 2025 19h00 EDT | Rapport PDF | Score par mi-temps : 41-50, 50-40                     |                                             |                                                    |  | TD Garden, Boston, Massachusetts Affluence : 19 156 Arbitres : #19 James Capers, #24 Kevin Scott, #29 Mark Lindsay | TNT/TruTV |
| 7 mai 2025 19h00 EDT | Rapport PDF | Josh Hart, 23 Karl-Anthony Towns, 17 Jalen Brunson, 7 | Points Rebonds Passes d.                    | Brown, White, 20 Jayson Tatum, 14 Trois joueurs, 5 |  | TD Garden, Boston, Massachusetts Affluence : 19 156 Arbitres : #19 James Capers, #24 Kevin Scott, #29 Mark Lindsay | TNT/TruTV |
| 7 mai 2025 19h00 EDT | Rapport PDF | New York mène la série 2 à 0.                         |                                             |                                                    |  | TD Garden, Boston, Massachusetts Affluence : 19 156 Arbitres : #19 James Capers, #24 Kevin Scott, #29 Mark Lindsay | TNT/TruTV |

| 10 mai 2025 15h30 EDT | Rapport PDF | Celtics de Boston 115, Knicks de New York 93           | Celtics de Boston 115, Knicks de New York 93 | Celtics de Boston 115, Knicks de New York 93              |  | Madison Square Garden, New York, New York Affluence : 19 812 Arbitres : #15 Zach Zarba, #61 Courtney Kirkland, #64 Justin Van Duyne, #68 Jacyn Goble | ABC |
| 10 mai 2025 15h30 EDT | Rapport PDF | Score par quart-temps : 36-20, 35-26, 25-24, 19-23     |                                              |                                                           |  | Madison Square Garden, New York, New York Affluence : 19 812 Arbitres : #15 Zach Zarba, #61 Courtney Kirkland, #64 Justin Van Duyne, #68 Jacyn Goble | ABC |
| 10 mai 2025 15h30 EDT | Rapport PDF | Score par mi-temps : 71-46, 44-47                      |                                              |                                                           |  | Madison Square Garden, New York, New York Affluence : 19 812 Arbitres : #15 Zach Zarba, #61 Courtney Kirkland, #64 Justin Van Duyne, #68 Jacyn Goble | ABC |
| 10 mai 2025 15h30 EDT | Rapport PDF | Payton Pritchard, 23 Horford, Tatum, 9 Jayson Tatum, 7 | Points Rebonds Passes d.                     | Jalen Brunson, 27 Karl-Anthony Towns, 15 Jalen Brunson, 7 |  | Madison Square Garden, New York, New York Affluence : 19 812 Arbitres : #15 Zach Zarba, #61 Courtney Kirkland, #64 Justin Van Duyne, #68 Jacyn Goble | ABC |
| 10 mai 2025 15h30 EDT | Rapport PDF | New York mène la série 2 à 1.                          |                                              |                                                           |  | Madison Square Garden, New York, New York Affluence : 19 812 Arbitres : #15 Zach Zarba, #61 Courtney Kirkland, #64 Justin Van Duyne, #68 Jacyn Goble | ABC |

| 12 mai 2025 19h30 EDT | Rapport PDF | Celtics de Boston 113, Knicks de New York 121      | Celtics de Boston 113, Knicks de New York 121 | Celtics de Boston 113, Knicks de New York 121              |  | Madison Square Garden, New York, New York Affluence : 19 812 Arbitres : #48 Scott Foster, #60 James Williams, #27 Mitchell Ervin, #33 Sean Corbin | ESPN |
| 12 mai 2025 19h30 EDT | Rapport PDF | Score par quart-temps : 39-28, 23-23, 23-37, 28-33 |                                               |                                                            |  | Madison Square Garden, New York, New York Affluence : 19 812 Arbitres : #48 Scott Foster, #60 James Williams, #27 Mitchell Ervin, #33 Sean Corbin | ESPN |
| 12 mai 2025 19h30 EDT | Rapport PDF | Score par mi-temps : 62-51, 51-70                  |                                               |                                                            |  | Madison Square Garden, New York, New York Affluence : 19 812 Arbitres : #48 Scott Foster, #60 James Williams, #27 Mitchell Ervin, #33 Sean Corbin | ESPN |
| 12 mai 2025 19h30 EDT | Rapport PDF | Jayson Tatum, 42 Jayson Tatum, 8 Horford, Tatum, 4 | Points Rebonds Passes d.                      | Jalen Brunson, 39 Karl-Anthony Towns, 11 Jalen Brunson, 12 |  | Madison Square Garden, New York, New York Affluence : 19 812 Arbitres : #48 Scott Foster, #60 James Williams, #27 Mitchell Ervin, #33 Sean Corbin | ESPN |
| 12 mai 2025 19h30 EDT | Rapport PDF | New York mène la série 3 à 1.                      |                                               |                                                            |  | Madison Square Garden, New York, New York Affluence : 19 812 Arbitres : #48 Scott Foster, #60 James Williams, #27 Mitchell Ervin, #33 Sean Corbin | ESPN |

| 14 mai 2025 19h00 EDT | Rapport PDF | Knicks de New York 102, Celtics de Boston 127        | Knicks de New York 102, Celtics de Boston 127 | Knicks de New York 102, Celtics de Boston 127     |  | TD Garden, Boston, Massachusetts Affluence : 19 156 Arbitres : #25 Tony Brothers, #58 Josh Tiven, #45 Brian Forte | TNT/TruTV |
| 14 mai 2025 19h00 EDT | Rapport PDF | Score par quart-temps : 32-30, 27-29, 17-32, 26-36   |                                               |                                                   |  | TD Garden, Boston, Massachusetts Affluence : 19 156 Arbitres : #25 Tony Brothers, #58 Josh Tiven, #45 Brian Forte | TNT/TruTV |
| 14 mai 2025 19h00 EDT | Rapport PDF | Score par mi-temps : 59-59, 43-68                    |                                               |                                                   |  | TD Garden, Boston, Massachusetts Affluence : 19 156 Arbitres : #25 Tony Brothers, #58 Josh Tiven, #45 Brian Forte | TNT/TruTV |
| 14 mai 2025 19h00 EDT | Rapport PDF | Josh Hart, 24 Mitchell Robinson, 13 Jalen Brunson, 6 | Points Rebonds Passes d.                      | Derrick White, 34 Luke Kornet, 9 Jaylen Brown, 12 |  | TD Garden, Boston, Massachusetts Affluence : 19 156 Arbitres : #25 Tony Brothers, #58 Josh Tiven, #45 Brian Forte | TNT/TruTV |
| 14 mai 2025 19h00 EDT | Rapport PDF | New York mène la série 3 à 2.                        |                                               |                                                   |  | TD Garden, Boston, Massachusetts Affluence : 19 156 Arbitres : #25 Tony Brothers, #58 Josh Tiven, #45 Brian Forte | TNT/TruTV |

| 16 mai 2025 20h00 EDT | Rapport PDF | Celtics de Boston 81, Knicks de New York 119       | Celtics de Boston 81, Knicks de New York 119 | Celtics de Boston 81, Knicks de New York 119              |  | Madison Square Garden, New York, New York Affluence : 19 812 Arbitres : #19 James Capers, #39 Tyler Ford, #14 Ed Malloy, #22 JB DeRosa | ESPN |
| 16 mai 2025 20h00 EDT | Rapport PDF | Score par quart-temps : 20-26, 17-38, 20-28, 24-27 |                                              |                                                           |  | Madison Square Garden, New York, New York Affluence : 19 812 Arbitres : #19 James Capers, #39 Tyler Ford, #14 Ed Malloy, #22 JB DeRosa | ESPN |
| 16 mai 2025 20h00 EDT | Rapport PDF | Score par mi-temps : 37-64, 44-55                  |                                              |                                                           |  | Madison Square Garden, New York, New York Affluence : 19 812 Arbitres : #19 James Capers, #39 Tyler Ford, #14 Ed Malloy, #22 JB DeRosa | ESPN |
| 16 mai 2025 20h00 EDT | Rapport PDF | Jaylen Brown, 20 Jaylen Brown, 6                   | Points Rebonds Passes d.                     | Anunoby, Brunson, 23 Karl-Anthony Towns, 12 Josh Hart, 11 |  | Madison Square Garden, New York, New York Affluence : 19 812 Arbitres : #19 James Capers, #39 Tyler Ford, #14 Ed Malloy, #22 JB DeRosa | ESPN |
| 16 mai 2025 20h00 EDT | Rapport PDF | New York remporte la série 4 à 2.                  |                                              |                                                           |  | Madison Square Garden, New York, New York Affluence : 19 812 Arbitres : #19 James Capers, #39 Tyler Ford, #14 Ed Malloy, #22 JB DeRosa | ESPN |

### Conférence Ouest

#### (1) Thunder d'Oklahoma City vs. Nuggets de Denver (4)
| 5 mai 2025 21h30 EDT | Rapport PDF | Nuggets de Denver 121, Thunder d'Oklahoma City 119 | Nuggets de Denver 121, Thunder d'Oklahoma City 119 | Nuggets de Denver 121, Thunder d'Oklahoma City 119                                 |  | Paycom Center, Oklahoma City, Oklahoma Affluence : 18 203 Arbitres : #10 John Goble, #58 Josh Tiven, #77 Karl Lane, #36 Brent Barnaky | TNT/TruTV |
| 5 mai 2025 21h30 EDT | Rapport PDF | Score par quart-temps : 26-27, 24-33, 35-30, 36-29 |                                                    |                                                                                    |  | Paycom Center, Oklahoma City, Oklahoma Affluence : 18 203 Arbitres : #10 John Goble, #58 Josh Tiven, #77 Karl Lane, #36 Brent Barnaky | TNT/TruTV |
| 5 mai 2025 21h30 EDT | Rapport PDF | Score par mi-temps : 50-60, 71-59                  |                                                    |                                                                                    |  | Paycom Center, Oklahoma City, Oklahoma Affluence : 18 203 Arbitres : #10 John Goble, #58 Josh Tiven, #77 Karl Lane, #36 Brent Barnaky | TNT/TruTV |
| 5 mai 2025 21h30 EDT | Rapport PDF | Nikola Jokić, 42 Nikola Jokić, 22 Jokić, Murray, 6 | Points Rebonds Passes d.                           | Shai Gilgeous-Alexander, 33 Shai Gilgeous-Alexander, 10 Shai Gilgeous-Alexander, 8 |  | Paycom Center, Oklahoma City, Oklahoma Affluence : 18 203 Arbitres : #10 John Goble, #58 Josh Tiven, #77 Karl Lane, #36 Brent Barnaky | TNT/TruTV |
| 5 mai 2025 21h30 EDT | Rapport PDF | Denver mène la série 1 à 0.                        |                                                    |                                                                                    |  | Paycom Center, Oklahoma City, Oklahoma Affluence : 18 203 Arbitres : #10 John Goble, #58 Josh Tiven, #77 Karl Lane, #36 Brent Barnaky | TNT/TruTV |

| 7 mai 2025 21h30 EDT | Rapport PDF | Nuggets de Denver 106, Thunder d'Oklahoma City 149    | Nuggets de Denver 106, Thunder d'Oklahoma City 149 | Nuggets de Denver 106, Thunder d'Oklahoma City 149                       |  | Paycom Center, Oklahoma City, Oklahoma Affluence : 18 203 Arbitres : #48 Scott Foster, #60 James Williams, #14 Ed Malloy, #22 JB DeRosa | TNT/TruTV |
| 7 mai 2025 21h30 EDT | Rapport PDF | Score par quart-temps : 21-45, 35-42, 20-37, 30-25    |                                                    |                                                                          |  | Paycom Center, Oklahoma City, Oklahoma Affluence : 18 203 Arbitres : #48 Scott Foster, #60 James Williams, #14 Ed Malloy, #22 JB DeRosa | TNT/TruTV |
| 7 mai 2025 21h30 EDT | Rapport PDF | Score par mi-temps : 56-87, 50-62                     |                                                    |                                                                          |  | Paycom Center, Oklahoma City, Oklahoma Affluence : 18 203 Arbitres : #48 Scott Foster, #60 James Williams, #14 Ed Malloy, #22 JB DeRosa | TNT/TruTV |
| 7 mai 2025 21h30 EDT | Rapport PDF | Russell Westbrook, 19 Nikola Jokić, 8 Nikola Jokić, 6 | Points Rebonds Passes d.                           | Shai Gilgeous-Alexander, 34 Chet Holmgren, 11 Shai Gilgeous-Alexander, 8 |  | Paycom Center, Oklahoma City, Oklahoma Affluence : 18 203 Arbitres : #48 Scott Foster, #60 James Williams, #14 Ed Malloy, #22 JB DeRosa | TNT/TruTV |
| 7 mai 2025 21h30 EDT | Rapport PDF | Égalité dans la série 1 à 1.                          |                                                    |                                                                          |  | Paycom Center, Oklahoma City, Oklahoma Affluence : 18 203 Arbitres : #48 Scott Foster, #60 James Williams, #14 Ed Malloy, #22 JB DeRosa | TNT/TruTV |

| 9 mai 2025 22h00 EDT | Rapport PDF | Thunder d'Oklahoma City 104, Nuggets de Denver 113                       | Thunder d'Oklahoma City 104, Nuggets de Denver 113 | Thunder d'Oklahoma City 104, Nuggets de Denver 113 | OT | Ball Arena, Denver, Colorado Affluence : 19 993 Arbitres : #19 James Capers, #46 Ben Taylor, #54 Ray Acosta, #37 Eric Dalen | ESPN |
| 9 mai 2025 22h00 EDT | Rapport PDF | Score par quart-temps : 28-22, 28-29, 27-29, 19-22 ; prolongation : 2-11 |                                                    |                                                    | OT | Ball Arena, Denver, Colorado Affluence : 19 993 Arbitres : #19 James Capers, #46 Ben Taylor, #54 Ray Acosta, #37 Eric Dalen | ESPN |
| 9 mai 2025 22h00 EDT | Rapport PDF | Score par mi-temps : 56-51, 46-51                                        |                                                    |                                                    | OT | Ball Arena, Denver, Colorado Affluence : 19 993 Arbitres : #19 James Capers, #46 Ben Taylor, #54 Ray Acosta, #37 Eric Dalen | ESPN |
| 9 mai 2025 22h00 EDT | Rapport PDF | Jalen Williams, 32 Chet Holmgren, 16 Shai Gilgeous-Alexander, 7          | Points Rebonds Passes d.                           | Jamal Murray, 27 Nikola Jokić, 16 Jamal Murray, 8  | OT | Ball Arena, Denver, Colorado Affluence : 19 993 Arbitres : #19 James Capers, #46 Ben Taylor, #54 Ray Acosta, #37 Eric Dalen | ESPN |
| 9 mai 2025 22h00 EDT | Rapport PDF | Denver mène la série 2 à 1.                                              |                                                    |                                                    | OT | Ball Arena, Denver, Colorado Affluence : 19 993 Arbitres : #19 James Capers, #46 Ben Taylor, #54 Ray Acosta, #37 Eric Dalen | ESPN |

| 11 mai 2025 15h30 EDT | Rapport PDF | Thunder d'Oklahoma City 92, Nuggets de Denver 87                              | Thunder d'Oklahoma City 92, Nuggets de Denver 87 | Thunder d'Oklahoma City 92, Nuggets de Denver 87  |  | Ball Arena, Denver, Colorado Affluence : 19 995 Arbitres : #25 Tony Brothers, #39 Tyler Ford, #4 Sean Wright, #23 Tre Maddox | ABC |
| 11 mai 2025 15h30 EDT | Rapport PDF | Score par quart-temps : 17-8, 25-28, 21-33, 29-18                             |                                                  |                                                   |  | Ball Arena, Denver, Colorado Affluence : 19 995 Arbitres : #25 Tony Brothers, #39 Tyler Ford, #4 Sean Wright, #23 Tre Maddox | ABC |
| 11 mai 2025 15h30 EDT | Rapport PDF | Score par mi-temps : 42-36, 50-51                                             |                                                  |                                                   |  | Ball Arena, Denver, Colorado Affluence : 19 995 Arbitres : #25 Tony Brothers, #39 Tyler Ford, #4 Sean Wright, #23 Tre Maddox | ABC |
| 11 mai 2025 15h30 EDT | Rapport PDF | Shai Gilgeous-Alexander, 25 Isaiah Hartenstein, 14 Shai Gilgeous-Alexander, 6 | Points Rebonds Passes d.                         | Nikola Jokić, 27 Aaron Gordon, 16 Aaron Gordon, 6 |  | Ball Arena, Denver, Colorado Affluence : 19 995 Arbitres : #25 Tony Brothers, #39 Tyler Ford, #4 Sean Wright, #23 Tre Maddox | ABC |
| 11 mai 2025 15h30 EDT | Rapport PDF | Égalité dans la série 2 à 2.                                                  |                                                  |                                                   |  | Ball Arena, Denver, Colorado Affluence : 19 995 Arbitres : #25 Tony Brothers, #39 Tyler Ford, #4 Sean Wright, #23 Tre Maddox | ABC |

| 13 mai 2025 21h30 EDT | Rapport PDF | Nuggets de Denver 105, Thunder d'Oklahoma City 112 | Nuggets de Denver 105, Thunder d'Oklahoma City 112 | Nuggets de Denver 105, Thunder d'Oklahoma City 112                       |  | Paycom Center, Oklahoma City, Oklahoma Affluence : 18 203 Arbitres : #15 Zach Zarba, #16 David Guthrie, #74 Curtis Blair, #50 Gediminas Petraitis | TNT/TruTV |
| 13 mai 2025 21h30 EDT | Rapport PDF | Score par quart-temps : 28-27, 28-27, 30-24, 19-34 |                                                    |                                                                          |  | Paycom Center, Oklahoma City, Oklahoma Affluence : 18 203 Arbitres : #15 Zach Zarba, #16 David Guthrie, #74 Curtis Blair, #50 Gediminas Petraitis | TNT/TruTV |
| 13 mai 2025 21h30 EDT | Rapport PDF | Score par mi-temps : 56-54, 49-58                  |                                                    |                                                                          |  | Paycom Center, Oklahoma City, Oklahoma Affluence : 18 203 Arbitres : #15 Zach Zarba, #16 David Guthrie, #74 Curtis Blair, #50 Gediminas Petraitis | TNT/TruTV |
| 13 mai 2025 21h30 EDT | Rapport PDF | Nikola Jokić, 44 Nikola Jokić, 15 Nikola Jokić, 5  | Points Rebonds Passes d.                           | Shai Gilgeous-Alexander, 31 Jalen Williams, 9 Shai Gilgeous-Alexander, 7 |  | Paycom Center, Oklahoma City, Oklahoma Affluence : 18 203 Arbitres : #15 Zach Zarba, #16 David Guthrie, #74 Curtis Blair, #50 Gediminas Petraitis | TNT/TruTV |
| 13 mai 2025 21h30 EDT | Rapport PDF | Oklahoma City mène la série 3 à 2.                 |                                                    |                                                                          |  | Paycom Center, Oklahoma City, Oklahoma Affluence : 18 203 Arbitres : #15 Zach Zarba, #16 David Guthrie, #74 Curtis Blair, #50 Gediminas Petraitis | TNT/TruTV |

| 15 mai 2025 20h30 EDT | Rapport PDF | Thunder d'Oklahoma City 107, Nuggets de Denver 119               | Thunder d'Oklahoma City 107, Nuggets de Denver 119 | Thunder d'Oklahoma City 107, Nuggets de Denver 119 |  | Ball Arena, Denver, Colorado Affluence : 19 998 Arbitres : #8 Marc Davis, #24 Kevin Scott, #27 Mitchell Ervin, #33 Sean Corbin | ESPN |
| 15 mai 2025 20h30 EDT | Rapport PDF | Score par quart-temps : 28-31, 33-27, 21-32, 25-29               |                                                    |                                                    |  | Ball Arena, Denver, Colorado Affluence : 19 998 Arbitres : #8 Marc Davis, #24 Kevin Scott, #27 Mitchell Ervin, #33 Sean Corbin | ESPN |
| 15 mai 2025 20h30 EDT | Rapport PDF | Score par mi-temps : 61-58, 46-61                                |                                                    |                                                    |  | Ball Arena, Denver, Colorado Affluence : 19 998 Arbitres : #8 Marc Davis, #24 Kevin Scott, #27 Mitchell Ervin, #33 Sean Corbin | ESPN |
| 15 mai 2025 20h30 EDT | Rapport PDF | Shai Gilgeous-Alexander, 32 Chet Holmgren, 11 Jalen Williams, 10 | Points Rebonds Passes d.                           | Nikola Jokić, 29 Nikola Jokić, 14 Nikola Jokić, 8  |  | Ball Arena, Denver, Colorado Affluence : 19 998 Arbitres : #8 Marc Davis, #24 Kevin Scott, #27 Mitchell Ervin, #33 Sean Corbin | ESPN |
| 15 mai 2025 20h30 EDT | Rapport PDF | Égalité dans la série 3 à 3.                                     |                                                    |                                                    |  | Ball Arena, Denver, Colorado Affluence : 19 998 Arbitres : #8 Marc Davis, #24 Kevin Scott, #27 Mitchell Ervin, #33 Sean Corbin | ESPN |

| 18 mai 2025 15h30 EDT | Rapport PDF | Nuggets de Denver 93, Thunder d'Oklahoma City 125  | Nuggets de Denver 93, Thunder d'Oklahoma City 125 | Nuggets de Denver 93, Thunder d'Oklahoma City 125               |  | Paycom Center, Oklahoma City, Oklahoma Affluence : 18 203 Arbitres : #48 Scott Foster, #58 Josh Tiven, #60 James Williams, #26 Pat Fraher | ABC |
| 18 mai 2025 15h30 EDT | Rapport PDF | Score par quart-temps : 26-21, 20-39, 26-37, 21-28 |                                                   |                                                                 |  | Paycom Center, Oklahoma City, Oklahoma Affluence : 18 203 Arbitres : #48 Scott Foster, #58 Josh Tiven, #60 James Williams, #26 Pat Fraher | ABC |
| 18 mai 2025 15h30 EDT | Rapport PDF | Score par mi-temps : 46-60, 47-65                  |                                                   |                                                                 |  | Paycom Center, Oklahoma City, Oklahoma Affluence : 18 203 Arbitres : #48 Scott Foster, #58 Josh Tiven, #60 James Williams, #26 Pat Fraher | ABC |
| 18 mai 2025 15h30 EDT | Rapport PDF | Nikola Jokić, 20 Aaron Gordon, 11 Nikola Jokić, 7  | Points Rebonds Passes d.                          | Shai Gilgeous-Alexander, 35 Chet Holmgren, 11 Jalen Williams, 7 |  | Paycom Center, Oklahoma City, Oklahoma Affluence : 18 203 Arbitres : #48 Scott Foster, #58 Josh Tiven, #60 James Williams, #26 Pat Fraher | ABC |
| 18 mai 2025 15h30 EDT | Rapport PDF | Oklahoma City remporte la série 4 à 3.             |                                                   |                                                                 |  | Paycom Center, Oklahoma City, Oklahoma Affluence : 18 203 Arbitres : #48 Scott Foster, #58 Josh Tiven, #60 James Williams, #26 Pat Fraher | ABC |

#### (6) Timberwolves du Minnesota vs. Warriors de Golden State (7)
| 6 mai 2025 21h30 EDT | Rapport PDF | Warriors de Golden State 99, Timberwolves du Minnesota 88 | Warriors de Golden State 99, Timberwolves du Minnesota 88 | Warriors de Golden State 99, Timberwolves du Minnesota 88 |  | Target Center, Minneapolis, Minnesota Affluence : 19 223 Arbitres : #15 Zach Zarba, #55 Bill Kennedy, #33 Sean Corbin, #23 Tre Maddox | TNT/TruTV |
| 6 mai 2025 21h30 EDT | Rapport PDF | Score par quart-temps : 18-20, 26-11, 36-29, 19-28        |                                                           |                                                           |  | Target Center, Minneapolis, Minnesota Affluence : 19 223 Arbitres : #15 Zach Zarba, #55 Bill Kennedy, #33 Sean Corbin, #23 Tre Maddox | TNT/TruTV |
| 6 mai 2025 21h30 EDT | Rapport PDF | Score par mi-temps : 44-31, 55-57                         |                                                           |                                                           |  | Target Center, Minneapolis, Minnesota Affluence : 19 223 Arbitres : #15 Zach Zarba, #55 Bill Kennedy, #33 Sean Corbin, #23 Tre Maddox | TNT/TruTV |
| 6 mai 2025 21h30 EDT | Rapport PDF | Buddy Hield, 24 Jimmy Butler, 11 Jimmy Butler, 8          | Points Rebonds Passes d.                                  | Anthony Edwards, 23 Anthony Edwards, 14 Julius Randle, 6  |  | Target Center, Minneapolis, Minnesota Affluence : 19 223 Arbitres : #15 Zach Zarba, #55 Bill Kennedy, #33 Sean Corbin, #23 Tre Maddox | TNT/TruTV |
| 6 mai 2025 21h30 EDT | Rapport PDF | Golden State mène la série 1 à 0.                         |                                                           |                                                           |  | Target Center, Minneapolis, Minnesota Affluence : 19 223 Arbitres : #15 Zach Zarba, #55 Bill Kennedy, #33 Sean Corbin, #23 Tre Maddox | TNT/TruTV |

| 8 mai 2025 20h30 EDT | Rapport PDF | Warriors de Golden State 93, Timberwolves du Minnesota 117              | Warriors de Golden State 93, Timberwolves du Minnesota 117 | Warriors de Golden State 93, Timberwolves du Minnesota 117 |  | Target Center, Minneapolis, Minnesota Affluence : 18 978 Arbitres : #25 Tony Brothers, #39 Tyler Ford, #45 Brian Forte, #68 Jacyn Goble | TNT/TruTV |
| 8 mai 2025 20h30 EDT | Rapport PDF | Score par quart-temps : 15-29, 24-27, 26-29, 28-32                      |                                                            |                                                            |  | Target Center, Minneapolis, Minnesota Affluence : 18 978 Arbitres : #25 Tony Brothers, #39 Tyler Ford, #45 Brian Forte, #68 Jacyn Goble | TNT/TruTV |
| 8 mai 2025 20h30 EDT | Rapport PDF | Score par mi-temps : 39-56, 54-61                                       |                                                            |                                                            |  | Target Center, Minneapolis, Minnesota Affluence : 18 978 Arbitres : #25 Tony Brothers, #39 Tyler Ford, #45 Brian Forte, #68 Jacyn Goble | TNT/TruTV |
| 8 mai 2025 20h30 EDT | Rapport PDF | Jonathan Kuminga, 18 Jackson-Davis, Podziemski, 6 Brandin Podziemski, 6 | Points Rebonds Passes d.                                   | Julius Randle, 24 Edwards, Gobert, 9 Julius Randle, 11     |  | Target Center, Minneapolis, Minnesota Affluence : 18 978 Arbitres : #25 Tony Brothers, #39 Tyler Ford, #45 Brian Forte, #68 Jacyn Goble | TNT/TruTV |
| 8 mai 2025 20h30 EDT | Rapport PDF | Égalité dans la série 1 à 1.                                            |                                                            |                                                            |  | Target Center, Minneapolis, Minnesota Affluence : 18 978 Arbitres : #25 Tony Brothers, #39 Tyler Ford, #45 Brian Forte, #68 Jacyn Goble | TNT/TruTV |

| 10 mai 2025 20h30 EDT | Rapport PDF | Timberwolves du Minnesota 102, Warriors de Golden State 97 | Timberwolves du Minnesota 102, Warriors de Golden State 97 | Timberwolves du Minnesota 102, Warriors de Golden State 97 |  | Chase Center, San Francisco, Californie Affluence : 18 064 Arbitres : #48 Scott Foster, #16 David Guthrie, #27 Mitchell Ervin | ABC |
| 10 mai 2025 20h30 EDT | Rapport PDF | Score par quart-temps : 21-21, 19-21, 29-31, 33-24         |                                                            |                                                            |  | Chase Center, San Francisco, Californie Affluence : 18 064 Arbitres : #48 Scott Foster, #16 David Guthrie, #27 Mitchell Ervin | ABC |
| 10 mai 2025 20h30 EDT | Rapport PDF | Score par mi-temps : 40-42, 62-55                          |                                                            |                                                            |  | Chase Center, San Francisco, Californie Affluence : 18 064 Arbitres : #48 Scott Foster, #16 David Guthrie, #27 Mitchell Ervin | ABC |
| 10 mai 2025 20h30 EDT | Rapport PDF | Anthony Edwards, 36 Rudy Gobert, 13 Julius Randle, 12      | Points Rebonds Passes d.                                   | Jimmy Butler, 33 Brandin Podziemski, 8 Jimmy Butler, 7     |  | Chase Center, San Francisco, Californie Affluence : 18 064 Arbitres : #48 Scott Foster, #16 David Guthrie, #27 Mitchell Ervin | ABC |
| 10 mai 2025 20h30 EDT | Rapport PDF | Minnesota mène la série 2 à 1.                             |                                                            |                                                            |  | Chase Center, San Francisco, Californie Affluence : 18 064 Arbitres : #48 Scott Foster, #16 David Guthrie, #27 Mitchell Ervin | ABC |

| 12 mai 2025 22h00 EDT | Rapport PDF | Timberwolves du Minnesota 117, Warriors de Golden State 110   | Timberwolves du Minnesota 117, Warriors de Golden State 110 | Timberwolves du Minnesota 117, Warriors de Golden State 110 |  | Chase Center, San Francisco, Californie Affluence : 18 064 Arbitres : #8 Marc Davis, #61 Courtney Kirkland, #26 Pat Fraher | ESPN |
| 12 mai 2025 22h00 EDT | Rapport PDF | Score par quart-temps : 27-28, 31-32, 39-17, 20-33            |                                                             |                                                             |  | Chase Center, San Francisco, Californie Affluence : 18 064 Arbitres : #8 Marc Davis, #61 Courtney Kirkland, #26 Pat Fraher | ESPN |
| 12 mai 2025 22h00 EDT | Rapport PDF | Score par mi-temps : 58-60, 59-50                             |                                                             |                                                             |  | Chase Center, San Francisco, Californie Affluence : 18 064 Arbitres : #8 Marc Davis, #61 Courtney Kirkland, #26 Pat Fraher | ESPN |
| 12 mai 2025 22h00 EDT | Rapport PDF | Julius Randle, 31 Jaden McDaniels, 13 Conley, Jr., Edwards, 5 | Points Rebonds Passes d.                                    | Jonathan Kuminga, 23 Kevon Looney, 8 Butler, Moody, 3       |  | Chase Center, San Francisco, Californie Affluence : 18 064 Arbitres : #8 Marc Davis, #61 Courtney Kirkland, #26 Pat Fraher | ESPN |
| 12 mai 2025 22h00 EDT | Rapport PDF | Minnesota mène la série 3 à 1.                                |                                                             |                                                             |  | Chase Center, San Francisco, Californie Affluence : 18 064 Arbitres : #8 Marc Davis, #61 Courtney Kirkland, #26 Pat Fraher | ESPN |

| 14 mai 2025 21h30 EDT | Rapport PDF | Warriors de Golden State 110, Timberwolves du Minnesota 121 | Warriors de Golden State 110, Timberwolves du Minnesota 121 | Warriors de Golden State 110, Timberwolves du Minnesota 121 |  | Target Center, Minneapolis, Minnesota Affluence : 19 395 Arbitres : #10 John Goble, #60 James Williams, #4 Sean Wright, #64 Justin Van Duyne | TNT/TruTV |
| 14 mai 2025 21h30 EDT | Rapport PDF | Score par quart-temps : 23-30, 24-32, 25-31, 38-28          |                                                             |                                                             |  | Target Center, Minneapolis, Minnesota Affluence : 19 395 Arbitres : #10 John Goble, #60 James Williams, #4 Sean Wright, #64 Justin Van Duyne | TNT/TruTV |
| 14 mai 2025 21h30 EDT | Rapport PDF | Score par mi-temps : 47-62, 63-59                           |                                                             |                                                             |  | Target Center, Minneapolis, Minnesota Affluence : 19 395 Arbitres : #10 John Goble, #60 James Williams, #4 Sean Wright, #64 Justin Van Duyne | TNT/TruTV |
| 14 mai 2025 21h30 EDT | Rapport PDF | Brandin Podziemski, 28 Trois joueurs, 6 Butler, Green, 6    | Points Rebonds Passes d.                                    | Julius Randle, 29 Gobert, Randle, 8 Anthony Edwards, 12     |  | Target Center, Minneapolis, Minnesota Affluence : 19 395 Arbitres : #10 John Goble, #60 James Williams, #4 Sean Wright, #64 Justin Van Duyne | TNT/TruTV |
| 14 mai 2025 21h30 EDT | Rapport PDF | Minnesota mène la série 4 à 1.                              |                                                             |                                                             |  | Target Center, Minneapolis, Minnesota Affluence : 19 395 Arbitres : #10 John Goble, #60 James Williams, #4 Sean Wright, #64 Justin Van Duyne | TNT/TruTV |

## Finales de conférence

### Conférence Est

#### (3) Knicks de New York vs. Pacers de l'Indiana (4)
| 21 mai 2025 20h00 EDT | Rapport PDF | Pacers de l'Indiana 138, Knicks de New York 135                           | Pacers de l'Indiana 138, Knicks de New York 135 | Pacers de l'Indiana 138, Knicks de New York 135 | OT | Madison Square Garden, New York, New York Affluence : 19 812 Arbitres : #15 Zach Zarba, #46 Ben Taylor, #27 Mitchell Ervin, #45 Brian Forte | TNT |
| 21 mai 2025 20h00 EDT | Rapport PDF | Score par quart-temps : 34-36, 28-33, 25-21, 38-35 ; prolongation : 13-10 |                                                 |                                                 | OT | Madison Square Garden, New York, New York Affluence : 19 812 Arbitres : #15 Zach Zarba, #46 Ben Taylor, #27 Mitchell Ervin, #45 Brian Forte | TNT |
| 21 mai 2025 20h00 EDT | Rapport PDF | Score par mi-temps : 62-69, 63-56                                         |                                                 |                                                 | OT | Madison Square Garden, New York, New York Affluence : 19 812 Arbitres : #15 Zach Zarba, #46 Ben Taylor, #27 Mitchell Ervin, #45 Brian Forte | TNT |
| 21 mai 2025 20h00 EDT | Rapport PDF | Tyrese Haliburton, 31 Obi Toppin, 10 Tyrese Haliburton, 11                | Points Rebonds Passes d.                        | Jalen Brunson, 43 Josh Hart, 13 Josh Hart, 7    | OT | Madison Square Garden, New York, New York Affluence : 19 812 Arbitres : #15 Zach Zarba, #46 Ben Taylor, #27 Mitchell Ervin, #45 Brian Forte | TNT |
| 21 mai 2025 20h00 EDT | Rapport PDF | Indiana mène la série 1 à 0.                                              |                                                 |                                                 | OT | Madison Square Garden, New York, New York Affluence : 19 812 Arbitres : #15 Zach Zarba, #46 Ben Taylor, #27 Mitchell Ervin, #45 Brian Forte | TNT |

| 23 mai 2025 20h00 EDT | Rapport PDF | Pacers de l'Indiana 114, Knicks de New York 109              | Pacers de l'Indiana 114, Knicks de New York 109 | Pacers de l'Indiana 114, Knicks de New York 109          |  | Madison Square Garden, New York, New York Affluence : 19 812 Arbitres : #19 James Capers, #8 Marc Davis, #24 Kevin Scott, #45 Brian Forte | TNT |
| 23 mai 2025 20h00 EDT | Rapport PDF | Score par quart-temps : 24-26, 25-26, 32-29, 33-28           |                                                 |                                                          |  | Madison Square Garden, New York, New York Affluence : 19 812 Arbitres : #19 James Capers, #8 Marc Davis, #24 Kevin Scott, #45 Brian Forte | TNT |
| 23 mai 2025 20h00 EDT | Rapport PDF | Score par mi-temps : 49-52, 65-57                            |                                                 |                                                          |  | Madison Square Garden, New York, New York Affluence : 19 812 Arbitres : #19 James Capers, #8 Marc Davis, #24 Kevin Scott, #45 Brian Forte | TNT |
| 23 mai 2025 20h00 EDT | Rapport PDF | Pascal Siakam, 39 Tyrese Haliburton, 8 Tyrese Haliburton, 11 | Points Rebonds Passes d.                        | Jalen Brunson, 36 Mitchell Robinson, 9 Jalen Brunson, 11 |  | Madison Square Garden, New York, New York Affluence : 19 812 Arbitres : #19 James Capers, #8 Marc Davis, #24 Kevin Scott, #45 Brian Forte | TNT |
| 23 mai 2025 20h00 EDT | Rapport PDF | Indiana mène la série 2 à 0.                                 |                                                 |                                                          |  | Madison Square Garden, New York, New York Affluence : 19 812 Arbitres : #19 James Capers, #8 Marc Davis, #24 Kevin Scott, #45 Brian Forte | TNT |

| 25 mai 2025 20h00 EDT | Rapport PDF | Knicks de New York 106, Pacers de l'Indiana 100            | Knicks de New York 106, Pacers de l'Indiana 100 | Knicks de New York 106, Pacers de l'Indiana 100             |  | Gainbridge Fieldhouse, Indianapolis, Indiana Affluence : 17 274 Arbitres : #48 Scott Foster, #4 Sean Wright, #14 Ed Malloy, #3 Nick Buchert | TNT |
| 25 mai 2025 20h00 EDT | Rapport PDF | Score par quart-temps : 26-30, 19-28, 25-22, 36-20         |                                                 |                                                             |  | Gainbridge Fieldhouse, Indianapolis, Indiana Affluence : 17 274 Arbitres : #48 Scott Foster, #4 Sean Wright, #14 Ed Malloy, #3 Nick Buchert | TNT |
| 25 mai 2025 20h00 EDT | Rapport PDF | Score par mi-temps : 45-58, 61-42                          |                                                 |                                                             |  | Gainbridge Fieldhouse, Indianapolis, Indiana Affluence : 17 274 Arbitres : #48 Scott Foster, #4 Sean Wright, #14 Ed Malloy, #3 Nick Buchert | TNT |
| 25 mai 2025 20h00 EDT | Rapport PDF | Karl-Anthony Towns, 24 Karl-Anthony Towns, 15 Josh Hart, 4 | Points Rebonds Passes d.                        | Tyrese Haliburton, 20 Aaron Nesmith, 7 Tyrese Haliburton, 7 |  | Gainbridge Fieldhouse, Indianapolis, Indiana Affluence : 17 274 Arbitres : #48 Scott Foster, #4 Sean Wright, #14 Ed Malloy, #3 Nick Buchert | TNT |
| 25 mai 2025 20h00 EDT | Rapport PDF | Indiana mène la série 2 à 1.                               |                                                 |                                                             |  | Gainbridge Fieldhouse, Indianapolis, Indiana Affluence : 17 274 Arbitres : #48 Scott Foster, #4 Sean Wright, #14 Ed Malloy, #3 Nick Buchert | TNT |

| 27 mai 2025 20h00 EDT | Rapport PDF | Knicks de New York 121, Pacers de l'Indiana 130           | Knicks de New York 121, Pacers de l'Indiana 130 | Knicks de New York 121, Pacers de l'Indiana 130                   |  | Gainbridge Fieldhouse, Indianapolis, Indiana Affluence : 17 274 Arbitres : #10 John Goble, #16 David Guthrie, #61 Courtney Kirkland, #3 Nick Buchert | TNT |
| 27 mai 2025 20h00 EDT | Rapport PDF | Score par quart-temps : 35-43, 29-26, 27-33, 30-28        |                                                 |                                                                   |  | Gainbridge Fieldhouse, Indianapolis, Indiana Affluence : 17 274 Arbitres : #10 John Goble, #16 David Guthrie, #61 Courtney Kirkland, #3 Nick Buchert | TNT |
| 27 mai 2025 20h00 EDT | Rapport PDF | Score par mi-temps : 64-69, 57-61                         |                                                 |                                                                   |  | Gainbridge Fieldhouse, Indianapolis, Indiana Affluence : 17 274 Arbitres : #10 John Goble, #16 David Guthrie, #61 Courtney Kirkland, #3 Nick Buchert | TNT |
| 27 mai 2025 20h00 EDT | Rapport PDF | Jalen Brunson, 31 Karl-Anthony Towns, 12 Jalen Brunson, 5 | Points Rebonds Passes d.                        | Tyrese Haliburton, 32 Tyrese Haliburton, 12 Tyrese Haliburton, 15 |  | Gainbridge Fieldhouse, Indianapolis, Indiana Affluence : 17 274 Arbitres : #10 John Goble, #16 David Guthrie, #61 Courtney Kirkland, #3 Nick Buchert | TNT |
| 27 mai 2025 20h00 EDT | Rapport PDF | Indiana mène la série 3 à 1.                              |                                                 |                                                                   |  | Gainbridge Fieldhouse, Indianapolis, Indiana Affluence : 17 274 Arbitres : #10 John Goble, #16 David Guthrie, #61 Courtney Kirkland, #3 Nick Buchert | TNT |

| 29 mai 2025 20h00 EDT | Rapport PDF | Pacers de l'Indiana 94, Knicks de New York 111                    | Pacers de l'Indiana 94, Knicks de New York 111 | Pacers de l'Indiana 94, Knicks de New York 111               |  | Madison Square Garden, New York, New York Affluence : 19 812 Arbitres : #15 Zach Zarba, #58 Josh Tiven, #60 James Williams, #26 Pat Fraher | TNT |
| 29 mai 2025 20h00 EDT | Rapport PDF | Score par quart-temps : 23-27, 22-29, 28-34, 21-21                |                                                |                                                              |  | Madison Square Garden, New York, New York Affluence : 19 812 Arbitres : #15 Zach Zarba, #58 Josh Tiven, #60 James Williams, #26 Pat Fraher | TNT |
| 29 mai 2025 20h00 EDT | Rapport PDF | Score par mi-temps : 45-56, 49-55                                 |                                                |                                                              |  | Madison Square Garden, New York, New York Affluence : 19 812 Arbitres : #15 Zach Zarba, #58 Josh Tiven, #60 James Williams, #26 Pat Fraher | TNT |
| 29 mai 2025 20h00 EDT | Rapport PDF | Bennedict Mathurin, 23 Bennedict Mathurin, 9 Tyrese Haliburton, 6 | Points Rebonds Passes d.                       | Jalen Brunson, 32 Karl-Anthony Towns, 13 Bridges, Brunson, 5 |  | Madison Square Garden, New York, New York Affluence : 19 812 Arbitres : #15 Zach Zarba, #58 Josh Tiven, #60 James Williams, #26 Pat Fraher | TNT |
| 29 mai 2025 20h00 EDT | Rapport PDF | Indiana mène la série 3 à 2.                                      |                                                |                                                              |  | Madison Square Garden, New York, New York Affluence : 19 812 Arbitres : #15 Zach Zarba, #58 Josh Tiven, #60 James Williams, #26 Pat Fraher | TNT |

| 31 mai 2025 20h00 EDT | Rapport PDF | Knicks de New York 108, Pacers de l'Indiana 125        | Knicks de New York 108, Pacers de l'Indiana 125 | Knicks de New York 108, Pacers de l'Indiana 125               |  | Gainbridge Fieldhouse, Indianapolis, Indiana Affluence : 17 274 Arbitres : #19 James Capers, #25 Tony Brothers, #39 Tyler Ford, #74 Curtis Blair | TNT |
| 31 mai 2025 20h00 EDT | Rapport PDF | Score par quart-temps : 24-25, 30-33, 23-34, 31-33     |                                                 |                                                               |  | Gainbridge Fieldhouse, Indianapolis, Indiana Affluence : 17 274 Arbitres : #19 James Capers, #25 Tony Brothers, #39 Tyler Ford, #74 Curtis Blair | TNT |
| 31 mai 2025 20h00 EDT | Rapport PDF | Score par mi-temps : 54-58, 54-67                      |                                                 |                                                               |  | Gainbridge Fieldhouse, Indianapolis, Indiana Affluence : 17 274 Arbitres : #19 James Capers, #25 Tony Brothers, #39 Tyler Ford, #74 Curtis Blair | TNT |
| 31 mai 2025 20h00 EDT | Rapport PDF | OG Anunoby, 24 Karl-Anthony Towns, 14 Jalen Brunson, 7 | Points Rebonds Passes d.                        | Pascal Siakam, 31 Haliburton, Toppin, 6 Tyrese Haliburton, 13 |  | Gainbridge Fieldhouse, Indianapolis, Indiana Affluence : 17 274 Arbitres : #19 James Capers, #25 Tony Brothers, #39 Tyler Ford, #74 Curtis Blair | TNT |
| 31 mai 2025 20h00 EDT | Rapport PDF | Indiana remporte la série 4 à 2.                       |                                                 |                                                               |  | Gainbridge Fieldhouse, Indianapolis, Indiana Affluence : 17 274 Arbitres : #19 James Capers, #25 Tony Brothers, #39 Tyler Ford, #74 Curtis Blair | TNT |

### Conférence Ouest

#### (1) Thunder d'Oklahoma City vs. Timberwolves du Minnesota (6)
| 20 mai 2025 20h30 EDT | Rapport PDF | Timberwolves du Minnesota 88, Thunder d'Oklahoma City 114 | Timberwolves du Minnesota 88, Thunder d'Oklahoma City 114 | Timberwolves du Minnesota 88, Thunder d'Oklahoma City 114                    |  | Paycom Center, Oklahoma City, Oklahoma Affluence : 18 203 Arbitres : #19 James Capers, #39 Tyler Ford, #29 Mark Lindsay, #22 JB DeRosa | ESPN |
| 20 mai 2025 20h30 EDT | Rapport PDF | Score par quart-temps : 23-20, 25-24, 18-32, 22-38        |                                                           |                                                                              |  | Paycom Center, Oklahoma City, Oklahoma Affluence : 18 203 Arbitres : #19 James Capers, #39 Tyler Ford, #29 Mark Lindsay, #22 JB DeRosa | ESPN |
| 20 mai 2025 20h30 EDT | Rapport PDF | Score par mi-temps : 48-44, 40-70                         |                                                           |                                                                              |  | Paycom Center, Oklahoma City, Oklahoma Affluence : 18 203 Arbitres : #19 James Capers, #39 Tyler Ford, #29 Mark Lindsay, #22 JB DeRosa | ESPN |
| 20 mai 2025 20h30 EDT | Rapport PDF | Julius Randle, 28 Anthony Edwards, 9 Naz Reid, 4          | Points Rebonds Passes d.                                  | Shai Gilgeous-Alexander, 31 Joe, Jal. Williams, 8 Shai Gilgeous-Alexander, 9 |  | Paycom Center, Oklahoma City, Oklahoma Affluence : 18 203 Arbitres : #19 James Capers, #39 Tyler Ford, #29 Mark Lindsay, #22 JB DeRosa | ESPN |
| 20 mai 2025 20h30 EDT | Rapport PDF | Oklahoma City mène la série 1 à 0.                        |                                                           |                                                                              |  | Paycom Center, Oklahoma City, Oklahoma Affluence : 18 203 Arbitres : #19 James Capers, #39 Tyler Ford, #29 Mark Lindsay, #22 JB DeRosa | ESPN |

| 22 mai 2025 20h30 EDT | Rapport PDF | Timberwolves du Minnesota 103, Thunder d'Oklahoma City 118 | Timberwolves du Minnesota 103, Thunder d'Oklahoma City 118 | Timberwolves du Minnesota 103, Thunder d'Oklahoma City 118                |  | Paycom Center, Oklahoma City, Oklahoma Affluence : 18 203 Arbitres : #48 Scott Foster, #25 Tony Brothers, #26 Pat Fraher, #22 JB DeRosa | ESPN |
| 22 mai 2025 20h30 EDT | Rapport PDF | Score par quart-temps : 25-29, 25-29, 21-35, 32-25         |                                                            |                                                                           |  | Paycom Center, Oklahoma City, Oklahoma Affluence : 18 203 Arbitres : #48 Scott Foster, #25 Tony Brothers, #26 Pat Fraher, #22 JB DeRosa | ESPN |
| 22 mai 2025 20h30 EDT | Rapport PDF | Score par mi-temps : 50-58, 53-60                          |                                                            |                                                                           |  | Paycom Center, Oklahoma City, Oklahoma Affluence : 18 203 Arbitres : #48 Scott Foster, #25 Tony Brothers, #26 Pat Fraher, #22 JB DeRosa | ESPN |
| 22 mai 2025 20h30 EDT | Rapport PDF | Anthony Edwards, 32 Edwards, Gobert, 9 Anthony Edwards, 6  | Points Rebonds Passes d.                                   | Shai Gilgeous-Alexander, 38 Jalen Williams, 10 Shai Gilgeous-Alexander, 8 |  | Paycom Center, Oklahoma City, Oklahoma Affluence : 18 203 Arbitres : #48 Scott Foster, #25 Tony Brothers, #26 Pat Fraher, #22 JB DeRosa | ESPN |
| 22 mai 2025 20h30 EDT | Rapport PDF | Oklahoma City mène la série 2 à 0.                         |                                                            |                                                                           |  | Paycom Center, Oklahoma City, Oklahoma Affluence : 18 203 Arbitres : #48 Scott Foster, #25 Tony Brothers, #26 Pat Fraher, #22 JB DeRosa | ESPN |

| 24 mai 2025 20h30 EDT | Rapport PDF | Thunder d'Oklahoma City 101, Timberwolves du Minnesota 143                        | Thunder d'Oklahoma City 101, Timberwolves du Minnesota 143 | Thunder d'Oklahoma City 101, Timberwolves du Minnesota 143 |  | Target Center, Minneapolis, Minnesota Affluence : 19 112 Arbitres : #10 John Goble, #58 Josh Tiven, #74 Curtis Blair, #50 Gediminas Petraitis | ABC |
| 24 mai 2025 20h30 EDT | Rapport PDF | Score par quart-temps : 14-34, 27-38, 29-35, 31-36                                |                                                            |                                                            |  | Target Center, Minneapolis, Minnesota Affluence : 19 112 Arbitres : #10 John Goble, #58 Josh Tiven, #74 Curtis Blair, #50 Gediminas Petraitis | ABC |
| 24 mai 2025 20h30 EDT | Rapport PDF | Score par mi-temps : 41-72, 60-71                                                 |                                                            |                                                            |  | Target Center, Minneapolis, Minnesota Affluence : 19 112 Arbitres : #10 John Goble, #58 Josh Tiven, #74 Curtis Blair, #50 Gediminas Petraitis | ABC |
| 24 mai 2025 20h30 EDT | Rapport PDF | Gilgeous-Alexander, Mitchell, 14 Isaiah Hartenstein, 6 Shai Gilgeous-Alexander, 6 | Points Rebonds Passes d.                                   | Anthony Edwards, 30 Anthony Edwards, 9 Anthony Edwards, 6  |  | Target Center, Minneapolis, Minnesota Affluence : 19 112 Arbitres : #10 John Goble, #58 Josh Tiven, #74 Curtis Blair, #50 Gediminas Petraitis | ABC |
| 24 mai 2025 20h30 EDT | Rapport PDF | Oklahoma City mène la série 2 à 1.                                                |                                                            |                                                            |  | Target Center, Minneapolis, Minnesota Affluence : 19 112 Arbitres : #10 John Goble, #58 Josh Tiven, #74 Curtis Blair, #50 Gediminas Petraitis | ABC |

| 26 mai 2025 20h30 EDT | Rapport PDF | Thunder d'Oklahoma City 128, Timberwolves du Minnesota 126                         | Thunder d'Oklahoma City 128, Timberwolves du Minnesota 126 | Thunder d'Oklahoma City 128, Timberwolves du Minnesota 126               |  | Target Center, Minneapolis, Minnesota Affluence : 19 250 Arbitres : #15 Zach Zarba, #60 James Williams, #55 Bill Kennedy, #50 Gediminas Petraitis | ESPN |
| 26 mai 2025 20h30 EDT | Rapport PDF | Score par quart-temps : 37-30, 28-27, 25-28, 38-41                                 |                                                            |                                                                          |  | Target Center, Minneapolis, Minnesota Affluence : 19 250 Arbitres : #15 Zach Zarba, #60 James Williams, #55 Bill Kennedy, #50 Gediminas Petraitis | ESPN |
| 26 mai 2025 20h30 EDT | Rapport PDF | Score par mi-temps : 65-57, 63-69                                                  |                                                            |                                                                          |  | Target Center, Minneapolis, Minnesota Affluence : 19 250 Arbitres : #15 Zach Zarba, #60 James Williams, #55 Bill Kennedy, #50 Gediminas Petraitis | ESPN |
| 26 mai 2025 20h30 EDT | Rapport PDF | Shai Gilgeous-Alexander, 40 Shai Gilgeous-Alexander, 9 Shai Gilgeous-Alexander, 10 | Points Rebonds Passes d.                                   | Nickeil Alexander-Walker, 23 Rudy Gobert, 9 Alexander-Walker, Edwards, 6 |  | Target Center, Minneapolis, Minnesota Affluence : 19 250 Arbitres : #15 Zach Zarba, #60 James Williams, #55 Bill Kennedy, #50 Gediminas Petraitis | ESPN |
| 26 mai 2025 20h30 EDT | Rapport PDF | Oklahoma City mène la série 3 à 1.                                                 |                                                            |                                                                          |  | Target Center, Minneapolis, Minnesota Affluence : 19 250 Arbitres : #15 Zach Zarba, #60 James Williams, #55 Bill Kennedy, #50 Gediminas Petraitis | ESPN |

| 28 mai 2025 20h30 EDT | Rapport PDF | Timberwolves du Minnesota 94, Thunder d'Oklahoma City 124            | Timberwolves du Minnesota 94, Thunder d'Oklahoma City 124 | Timberwolves du Minnesota 94, Thunder d'Oklahoma City 124                |  | Paycom Center, Oklahoma City, Oklahoma Affluence : 18 203 Arbitres : #19 James Capers, #8 Marc Davis, #46 Ben Taylor, #14 Ed Malloy | ESPN |
| 28 mai 2025 20h30 EDT | Rapport PDF | Score par quart-temps : 9-26, 23-39, 30-23, 32-36                    |                                                           |                                                                          |  | Paycom Center, Oklahoma City, Oklahoma Affluence : 18 203 Arbitres : #19 James Capers, #8 Marc Davis, #46 Ben Taylor, #14 Ed Malloy | ESPN |
| 28 mai 2025 20h30 EDT | Rapport PDF | Score par mi-temps : 32-65, 62-59                                    |                                                           |                                                                          |  | Paycom Center, Oklahoma City, Oklahoma Affluence : 18 203 Arbitres : #19 James Capers, #8 Marc Davis, #46 Ben Taylor, #14 Ed Malloy | ESPN |
| 28 mai 2025 20h30 EDT | Rapport PDF | Julius Randle, 24 DiVincenzo, Edwards, 6 Alexander-Walker, Randle, 3 | Points Rebonds Passes d.                                  | Shai Gilgeous-Alexander, 34 Jalen Williams, 8 Shai Gilgeous-Alexander, 8 |  | Paycom Center, Oklahoma City, Oklahoma Affluence : 18 203 Arbitres : #19 James Capers, #8 Marc Davis, #46 Ben Taylor, #14 Ed Malloy | ESPN |
| 28 mai 2025 20h30 EDT | Rapport PDF | Oklahoma City remporte la série 4 à 1.                               |                                                           |                                                                          |  | Paycom Center, Oklahoma City, Oklahoma Affluence : 18 203 Arbitres : #19 James Capers, #8 Marc Davis, #46 Ben Taylor, #14 Ed Malloy | ESPN |

## Finales NBA: (E4)Pacers de l'Indianavs (O1)Thunder d'Oklahoma City
| 5 juin 2025 20h30 EDT | Rapport PDF | Pacers de l'Indiana 111, Thunder d'Oklahoma City 110        | Pacers de l'Indiana 111, Thunder d'Oklahoma City 110 | Pacers de l'Indiana 111, Thunder d'Oklahoma City 110                |  | Paycom Center, Oklahoma City, Oklahoma Affluence : 18 203 Arbitres : #10 John Goble, #8 Marc Davis, #16 David Guthrie, #24 Kevin Scott | ABC |
| 5 juin 2025 20h30 EDT | Rapport PDF | Score par quart-temps : 20-29, 25-28, 31-28, 35-25          |                                                      |                                                                     |  | Paycom Center, Oklahoma City, Oklahoma Affluence : 18 203 Arbitres : #10 John Goble, #8 Marc Davis, #16 David Guthrie, #24 Kevin Scott | ABC |
| 5 juin 2025 20h30 EDT | Rapport PDF | Score par mi-temps : 45-57, 66-53                           |                                                      |                                                                     |  | Paycom Center, Oklahoma City, Oklahoma Affluence : 18 203 Arbitres : #10 John Goble, #8 Marc Davis, #16 David Guthrie, #24 Kevin Scott | ABC |
| 5 juin 2025 20h30 EDT | Rapport PDF | Pascal Siakam, 19 Aaron Nesmith, 12 Haliburton, Nembhard, 6 | Points Rebonds Passes d.                             | Shai Gilgeous-Alexander, 38 Isaiah Hartenstein, 9 Jalen Williams, 6 |  | Paycom Center, Oklahoma City, Oklahoma Affluence : 18 203 Arbitres : #10 John Goble, #8 Marc Davis, #16 David Guthrie, #24 Kevin Scott | ABC |
| 5 juin 2025 20h30 EDT | Rapport PDF | Indiana mène la série 1 à 0.                                |                                                      |                                                                     |  | Paycom Center, Oklahoma City, Oklahoma Affluence : 18 203 Arbitres : #10 John Goble, #8 Marc Davis, #16 David Guthrie, #24 Kevin Scott | ABC |

| 8 juin 2025 20h00 EDT | Rapport PDF | Pacers de l'Indiana 107, Thunder d'Oklahoma City 123            | Pacers de l'Indiana 107, Thunder d'Oklahoma City 123 | Pacers de l'Indiana 107, Thunder d'Oklahoma City 123                         |  | Paycom Center, Oklahoma City, Oklahoma Affluence : 18 203 Arbitres : #15 Zach Zarba, #60 James Williams, #46 Ben Taylor, #24 Kevin Scott | ABC |
| 8 juin 2025 20h00 EDT | Rapport PDF | Score par quart-temps : 20-26, 21-33, 33-34, 33-30              |                                                      |                                                                              |  | Paycom Center, Oklahoma City, Oklahoma Affluence : 18 203 Arbitres : #15 Zach Zarba, #60 James Williams, #46 Ben Taylor, #24 Kevin Scott | ABC |
| 8 juin 2025 20h00 EDT | Rapport PDF | Score par mi-temps : 41-59, 66-64                               |                                                      |                                                                              |  | Paycom Center, Oklahoma City, Oklahoma Affluence : 18 203 Arbitres : #15 Zach Zarba, #60 James Williams, #46 Ben Taylor, #24 Kevin Scott | ABC |
| 8 juin 2025 20h00 EDT | Rapport PDF | Tyrese Haliburton, 17 Pascal Siakam, 7 Haliburton, McConnell, 6 | Points Rebonds Passes d.                             | Shai Gilgeous-Alexander, 34 Isaiah Hartenstein, 8 Shai Gilgeous-Alexander, 8 |  | Paycom Center, Oklahoma City, Oklahoma Affluence : 18 203 Arbitres : #15 Zach Zarba, #60 James Williams, #46 Ben Taylor, #24 Kevin Scott | ABC |
| 8 juin 2025 20h00 EDT | Rapport PDF | Égalité dans la série 1 à 1.                                    |                                                      |                                                                              |  | Paycom Center, Oklahoma City, Oklahoma Affluence : 18 203 Arbitres : #15 Zach Zarba, #60 James Williams, #46 Ben Taylor, #24 Kevin Scott | ABC |

| 11 juin 2025 20h30 EDT | Rapport PDF | Thunder d'Oklahoma City 107, Pacers de l'Indiana 116               | Thunder d'Oklahoma City 107, Pacers de l'Indiana 116 | Thunder d'Oklahoma City 107, Pacers de l'Indiana 116              |  | Gainbridge Fieldhouse, Indianapolis, Indiana Affluence : 17 274 Arbitres : #19 James Capers, #25 Tony Brothers, #39 Tyler Ford, #61 Courtney Kirkland | ABC |
| 11 juin 2025 20h30 EDT | Rapport PDF | Score par quart-temps : 32-24, 28-40, 29-20, 18-32                 |                                                      |                                                                   |  | Gainbridge Fieldhouse, Indianapolis, Indiana Affluence : 17 274 Arbitres : #19 James Capers, #25 Tony Brothers, #39 Tyler Ford, #61 Courtney Kirkland | ABC |
| 11 juin 2025 20h30 EDT | Rapport PDF | Score par mi-temps : 60-64, 47-52                                  |                                                      |                                                                   |  | Gainbridge Fieldhouse, Indianapolis, Indiana Affluence : 17 274 Arbitres : #19 James Capers, #25 Tony Brothers, #39 Tyler Ford, #61 Courtney Kirkland | ABC |
| 11 juin 2025 20h30 EDT | Rapport PDF | Jalen Williams, 26 Chet Holmgren, 10 Caruso, Gilgeous-Alexander, 4 | Points Rebonds Passes d.                             | Bennedict Mathurin, 27 Tyrese Haliburton, 9 Tyrese Haliburton, 11 |  | Gainbridge Fieldhouse, Indianapolis, Indiana Affluence : 17 274 Arbitres : #19 James Capers, #25 Tony Brothers, #39 Tyler Ford, #61 Courtney Kirkland | ABC |
| 11 juin 2025 20h30 EDT | Rapport PDF | Indiana mène la série 2 à 1.                                       |                                                      |                                                                   |  | Gainbridge Fieldhouse, Indianapolis, Indiana Affluence : 17 274 Arbitres : #19 James Capers, #25 Tony Brothers, #39 Tyler Ford, #61 Courtney Kirkland | ABC |

| 13 juin 2025 20h30 EDT | Rapport PDF | Thunder d'Oklahoma City 111, Pacers de l'Indiana 104                        | Thunder d'Oklahoma City 111, Pacers de l'Indiana 104 | Thunder d'Oklahoma City 111, Pacers de l'Indiana 104    |  | Gainbridge Fieldhouse, Indianapolis, Indiana Affluence : 17 274 Arbitres : #48 Scott Foster, #58 Josh Tiven, #4 Sean Wright, #61 Courtney Kirkland | ABC |
| 13 juin 2025 20h30 EDT | Rapport PDF | Score par quart-temps : 34-35, 23-25, 23-27, 31-17                          |                                                      |                                                         |  | Gainbridge Fieldhouse, Indianapolis, Indiana Affluence : 17 274 Arbitres : #48 Scott Foster, #58 Josh Tiven, #4 Sean Wright, #61 Courtney Kirkland | ABC |
| 13 juin 2025 20h30 EDT | Rapport PDF | Score par mi-temps : 57-60, 54-44                                           |                                                      |                                                         |  | Gainbridge Fieldhouse, Indianapolis, Indiana Affluence : 17 274 Arbitres : #48 Scott Foster, #58 Josh Tiven, #4 Sean Wright, #61 Courtney Kirkland | ABC |
| 13 juin 2025 20h30 EDT | Rapport PDF | Shai Gilgeous-Alexander, 35 Chet Holmgren, 15 Hartenstein, Jal. Williams, 3 | Points Rebonds Passes d.                             | Pascal Siakam, 20 Aaron Nesmith, 9 Tyrese Haliburton, 7 |  | Gainbridge Fieldhouse, Indianapolis, Indiana Affluence : 17 274 Arbitres : #48 Scott Foster, #58 Josh Tiven, #4 Sean Wright, #61 Courtney Kirkland | ABC |
| 13 juin 2025 20h30 EDT | Rapport PDF | Égalité dans la série 2 à 2.                                                |                                                      |                                                         |  | Gainbridge Fieldhouse, Indianapolis, Indiana Affluence : 17 274 Arbitres : #48 Scott Foster, #58 Josh Tiven, #4 Sean Wright, #61 Courtney Kirkland | ABC |

| 16 juin 2025 20h30 EDT | Rapport PDF | Pacers de l'Indiana 109, Thunder d'Oklahoma City 120         | Pacers de l'Indiana 109, Thunder d'Oklahoma City 120 | Pacers de l'Indiana 109, Thunder d'Oklahoma City 120             |  | Paycom Center, Oklahoma City, Oklahoma Affluence : 18 203 Arbitres : #10 John Goble, #8 Marc Davis, #60 James Williams, #46 Ben Taylor | ABC |
| 16 juin 2025 20h30 EDT | Rapport PDF | Score par quart-temps : 22-32, 23-27, 34-28, 30-33           |                                                      |                                                                  |  | Paycom Center, Oklahoma City, Oklahoma Affluence : 18 203 Arbitres : #10 John Goble, #8 Marc Davis, #60 James Williams, #46 Ben Taylor | ABC |
| 16 juin 2025 20h30 EDT | Rapport PDF | Score par mi-temps : 45-59, 64-61                            |                                                      |                                                                  |  | Paycom Center, Oklahoma City, Oklahoma Affluence : 18 203 Arbitres : #10 John Goble, #8 Marc Davis, #60 James Williams, #46 Ben Taylor | ABC |
| 16 juin 2025 20h30 EDT | Rapport PDF | Pascal Siakam, 28 Bennedict Mathurin, 8 Tyrese Haliburton, 6 | Points Rebonds Passes d.                             | Jalen Williams, 40 Chet Holmgren, 11 Shai Gilgeous-Alexander, 10 |  | Paycom Center, Oklahoma City, Oklahoma Affluence : 18 203 Arbitres : #10 John Goble, #8 Marc Davis, #60 James Williams, #46 Ben Taylor | ABC |
| 16 juin 2025 20h30 EDT | Rapport PDF | Oklahoma City mène la série 3 à 2.                           |                                                      |                                                                  |  | Paycom Center, Oklahoma City, Oklahoma Affluence : 18 203 Arbitres : #10 John Goble, #8 Marc Davis, #60 James Williams, #46 Ben Taylor | ABC |

| 19 juin 2025 20h30 EDT | Rapport PDF | Thunder d'Oklahoma City 91, Pacers de l'Indiana 108           | Thunder d'Oklahoma City 91, Pacers de l'Indiana 108 | Thunder d'Oklahoma City 91, Pacers de l'Indiana 108 |  | Gainbridge Fieldhouse, Indianapolis, Indiana Affluence : 17 274 Arbitres : #15 Zach Zarba, #25 Tony Brothers, #16 David Guthrie, #39 Tyler Ford | ABC |
| 19 juin 2025 20h30 EDT | Rapport PDF | Score par quart-temps : 25-28, 17-36, 18-26, 31-18            |                                                     |                                                     |  | Gainbridge Fieldhouse, Indianapolis, Indiana Affluence : 17 274 Arbitres : #15 Zach Zarba, #25 Tony Brothers, #16 David Guthrie, #39 Tyler Ford | ABC |
| 19 juin 2025 20h30 EDT | Rapport PDF | Score par mi-temps : 42-64, 49-44                             |                                                     |                                                     |  | Gainbridge Fieldhouse, Indianapolis, Indiana Affluence : 17 274 Arbitres : #15 Zach Zarba, #25 Tony Brothers, #16 David Guthrie, #39 Tyler Ford | ABC |
| 19 juin 2025 20h30 EDT | Rapport PDF | Shai Gilgeous-Alexander, 21 Chet Holmgren, 6 Ajay Mitchell, 4 | Points Rebonds Passes d.                            | Obi Toppin, 20 Pascal Siakam, 13 T. J. McConnell, 6 |  | Gainbridge Fieldhouse, Indianapolis, Indiana Affluence : 17 274 Arbitres : #15 Zach Zarba, #25 Tony Brothers, #16 David Guthrie, #39 Tyler Ford | ABC |
| 19 juin 2025 20h30 EDT | Rapport PDF | Égalité dans la série 3 à 3.                                  |                                                     |                                                     |  | Gainbridge Fieldhouse, Indianapolis, Indiana Affluence : 17 274 Arbitres : #15 Zach Zarba, #25 Tony Brothers, #16 David Guthrie, #39 Tyler Ford | ABC |

| 22 juin 2025 20h00 EDT | Rapport PDF | Pacers de l'Indiana 91, Thunder d'Oklahoma City 103              | Pacers de l'Indiana 91, Thunder d'Oklahoma City 103 | Pacers de l'Indiana 91, Thunder d'Oklahoma City 103                           |  | Paycom Center, Oklahoma City, Oklahoma Affluence : 18 203 Arbitres : #19 James Capers, #58 Josh Tiven, #4 Sean Wright, #60 James Williams | ABC |
| 22 juin 2025 20h00 EDT | Rapport PDF | Score par quart-temps : 22-25, 26-22, 20-34, 23-22               |                                                     |                                                                               |  | Paycom Center, Oklahoma City, Oklahoma Affluence : 18 203 Arbitres : #19 James Capers, #58 Josh Tiven, #4 Sean Wright, #60 James Williams | ABC |
| 22 juin 2025 20h00 EDT | Rapport PDF | Score par mi-temps : 48-47, 43-56                                |                                                     |                                                                               |  | Paycom Center, Oklahoma City, Oklahoma Affluence : 18 203 Arbitres : #19 James Capers, #58 Josh Tiven, #4 Sean Wright, #60 James Williams | ABC |
| 22 juin 2025 20h00 EDT | Rapport PDF | Bennedict Mathurin, 24 Bennedict Mathurin, 13 Andrew Nembhard, 6 | Points Rebonds Passes d.                            | Shai Gilgeous-Alexander, 29 Isaiah Hartenstein, 9 Shai Gilgeous-Alexander, 12 |  | Paycom Center, Oklahoma City, Oklahoma Affluence : 18 203 Arbitres : #19 James Capers, #58 Josh Tiven, #4 Sean Wright, #60 James Williams | ABC |
| 22 juin 2025 20h00 EDT | Rapport PDF | Oklahoma City remporte la série 4 à 3.                           |                                                     |                                                                               |  | Paycom Center, Oklahoma City, Oklahoma Affluence : 18 203 Arbitres : #19 James Capers, #58 Josh Tiven, #4 Sean Wright, #60 James Williams | ABC |